# 自動車の車種名一覧
自動車の車種名一覧（じどうしゃのしゃしゅめいいちらん）は、自動車（バス・トラック・トラクター・オート三輪・軍用車両・トライク・全地形対応車も含む）の車名を五十音順で並べたものである。
自動車の製造を行う企業・団体を調べたい場合は、自動車製造者の一覧を、形態別・メーカー別で調べたい場合は、Category:自動車の車種を、国別に調べたい場合は、Category:各国の自動車を参照のこと。
※現在市販されていない車両や、現存しないメーカーの車両、OEM（他の会社でのブランド提供製造）供給車両も含む（三菱ふそう：2002年まで三菱自動車工業、プリンス：現在の日産自動車、UDトラックス：2010年まで日産ディーゼル工業）。

## あ行
- アイシス（トヨタ）
- アイオニック（ヒョンデ）
- アイオン（サターン）
- アイゴ（トヨタ）
- アイラ（ダイハツ）
- アイリス（プロトン）
- アヴァンシア（ホンダ）
- アヴァンタイム（ルノー）
- アヴァンティ（スチュードベーカー）
- アヴェンタドール（ランボルギーニ）
- アヴェンタドール LP740-4 S（ランボルギーニ）
- アヴェンタドール LP750-4 SV（ランボルギーニ）
- アヴェンタドール LP770-4 SVJ（ランボルギーニ）
- アヴェンタドール J（ランボルギーニ）
- アヴェンタドール LP780-4 ウルティメ（ランボルギーニ）
- アウトバック（スバル）
- アウトランダー（三菱自動車）
- アウトランダー（カンナム）
- アウトルック（サターン）
- アウレリア（ランチア）
- アカディア（GMC）
- アキツ号（明和）
- アギア（トヨタ）
- アクア（トヨタ）
- アクアダ（ギブス）
- アクシオム（いすゞ）
- アクセラ（マツダ）
- アクセント（ヒョンデ）
- アクセント WRC（ヒョンデ）
- アクティ（ホンダ）
- アクティオン（雙龍）
- アテゴ（メルセデス・ベンツ）
- アクサー（メルセデス・ベンツ）
- アクトロス（メルセデス・ベンツ）
- アトロン（メルセデス・ベンツ）
- アロクス（メルセデス・ベンツ）
- アントス（メルセデス・ベンツ）
- アグネス（デュッセンバイエルン）
- アクレイム（トライアンフ）
- アクレイム（プリムス）
- アゲーラ（ケーニグセグ）
- アコード（ホンダ）
- アコードエアロデッキ（ホンダ）
- アコードクーペ（ホンダ）
- アコードハイブリッド（ホンダ）
- アコードユーロR（ホンダ）
- アコードワゴン/アコードツアラー（ホンダ）※アコード U.S ワゴンも含む
- アジア（プロドゥア）
- アジラ（オペル）
- アズール（ベントレー）
- アスカ（いすゞ）
- アスコット（ホンダ）
- アスコットイノーバ（ホンダ）
- アスコナ（オペル）
- アズテック（ポンティアック）
- アステローペ（ボルボ）
- アストラ（オペル）
- アストロ（シボレー）
- アスパイア（三菱自動車）
- アスペン（クライスラー）
- アスペン（ダッジ）
- アスラン（ヒョンデ）
- アセント（スバル）
- アダム（オペル）
- アティチュード（ダッジ）
- アテカ（セアト）
- アテンザ（マツダ）
- アトスプライム（ヒョンデ）
- アドミラル（凌雲科技）
- アトム（アリエル）
- アトラス（フォルクスワーゲン）
- アトラス10系（日産）
  - エルフ100（いすゞへOEM供給）
- アトラージュ（三菱自動車）
- アトレー（ダイハツ）
- アトレー7（ダイハツ）
  - スパーキー（トヨタへOEM供給）
- アトレオン（日産）
- アトランティーク（ヴェンチュリー）
- アトン（ランボルギーニ）
- アバランチ（シボレー）
- アバロン（トヨタ）
- アバンザ（トヨタ）
- アビエーター（リンカーン）
- アビー（タケオカ）
- アプリオ（日産）
- アプリリア（ランチア）
- アプローズ（ダイハツ）
- アベオ（シボレー）
- アベニール（日産）
- アベラ（キア）
- アベンシス（トヨタ）
- アベンジャー（ダッジ）
- アポロ（アポロ）
- アマロック（フォルクスワーゲン）
- アミ（シトロエン）
- アラスカン（ルノー）
- アランテ（キャデラック）
- アリーナ（プロトン）
- アリア（タタ）
- アリオン（トヨタ）
- アリスト（トヨタ）
- アリスン（イラン・ホドロ）
- アリビオ（長安スズキ）
- アリーナ（プロトン）
- アルカナ（ルノー）
- アルザ（プロドゥア）
- アルシオーネ（スバル）
- アルシオーネSVX（スバル）
- アルテア（セアト）
- アルティス（ダイハツ）
- アルティマ（日産）
- アルティマ RS（アルティマ・スポーツ）
- アルティメット ビジョン グランツーリスモ（マクラーレン）
- アルテオン（フォルクスワーゲン）
- アルテッツァ（トヨタ）※アルテッツァ・ジータも含む
- アルト（スズキ）
  - キャロル（マツダへOEM供給）
  - ピノ（日産へOEM供給）
- アルトラパン（スズキ）
  - スピアーノ（マツダへOEM供給）
- アルト800（マルチスズキ）
- アルトK10（マルチスズキ）
- アルナ（アルファロメオ）
- アルナージ（ベントレー）
- アルファ6（アルファロメオ）
- アルファスッド（アルファロメオ）
- アルファード（トヨタ）
- アルフェオン（GM大宇）
- アルフェッタ（アルファロメオ）
- アルマーダ（日産）
- アルミニウム ビジョン グランツーリスモ（ブルガリ）
- アルメーラ（日産）
- アレグロ（オースチン）
- アレックス（トヨタ）
- アロー（アポロ）
- アロンド（シムカ）
- アンクレイブ（ビュイック）
- アンコール（ビュイック）
- アンタラ（オペル）
- アンティゴ（コペル）
- アンバサダー（ヒンドゥスタン）
- アンフィカー（クアント）
- アンペラ（オペル）
- アンペラ-e（オペル）
- イーグル（AMC）
- イーコ（マルチスズキ）
- イエティ（シュコダ）
- イオス（フォルクスワーゲン）
- イオタ（ランボルギーニ）
- イオン（ヒュンダイ）
- イクシオン（フォード）
- イグゾラ（プロトン）
- イグニス（スズキ）
- イスタナ（雙龍）
- イスト（トヨタ）
- イスレロ（ランボルギーニ）
- イセッタ（イソ）
- イノーバ（トヨタ）
- イビーサ（セアト）
- イプサム（トヨタ）
- イプシロン（ランチア）
- イレブン（ロータス）
- インサイト（ホンダ）
- インシグニア（オペル）
- インスパイア（ホンダ）
- インスピラ（プロトン）
- インタースター（日産）
- インディ（マセラティ）
- インディカ（タタ）
  - シティローバー（MGローバーへOEM供給）
- インテグラ（ホンダ）
- *  インテグラ タイプ S（ホンダ）
- インテグラタイプR（ホンダ）
- インテグラSJ（ホンダ）
- インテンサ エモツィオーネ（アポロ）
- イントレピッド（ダッジ）
- インパラ（シボレー）
- インフィニティQ45（日産）
- インプレッサ（スバル）
- インプレッサ WRC 2001（スバル）
- インプレッサ WRC 2002（スバル）
- インプレッサ WRC 2006（スバル）
- インプレッサ WRC 2008（スバル）
- インペリアル（クライスラー）
- インペレーター 108i（イスデラ）
- ウーノ（フィアット）
- ウトピア（パガーニ）
- ヴァーソ（トヨタ）
- ヴァイブ（ポンティアック）
- ウアイラ（パガーニ）
- ヴァナゴン（フォルクスワーゲン）
- ヴァリアント（プリムス）
- ヴァルカン（アストンマーティン）
- ヴァルキリー（アストンマーティン）
- ヴァルハラ（アストンマーティン）
- ヴァンガード（トヨタ）
- ヴァンケルスパイダー（NSU）
- ヴィータ（オペル）
- ヴィヴァーロ（オペル）
- ヴィヴィオ（スバル）
- ヴィオス（トヨタ）
- ヴィザ（シトロエン）
- ウィザード（いすゞ）
- ヴィスタクルーザー（オールズモビル）
- ウィッシュ（トヨタ）
- ヴィッツ（トヨタ）
- ウイニー（ロードスターガレージ）
- ウィラ（プロトン）
- ヴィラージュ（アストンマーティン）
- ヴィレジャー（マーキュリー）
- ウイングロード（日産）
- ウィンダム （トヨタ）
- ウインド（ルノー）
- ウェイク（ダイハツ）
  - ピクシスメガ（トヨタへOEM供給）
- ヴェイロン（ブガッティ）
- ヴェガ（シボレー）
- ヴェスタ（ラーダ）
- ヴェゼル（ホンダ）
- ヴェニュー（ヒュンダイ）
- ヴェネーノ（ランボルギーニ）
- ヴェノムGT（ヘネシーパフォーマンス）
- ヴェロスター（ヒュンダイ）
- ヴェロッサ（トヨタ）
- ヴェルサティス（ルノー）
- ヴェルナ（ヒュンダイ）
- ヴェルファイア（トヨタ）
- ヴェンガ（キア）
- ヴェンザ（トヨタ）
- ヴェンチュラ（ポンティアック）
- ヴェント（フォルクスワーゲン）
- ヴォーグ（星月）
- ヴォクシー（トヨタ）
- ヴォルツ（トヨタ）
- ヴォワチュレット（ルノー）
- ウニモグ（メルセデス・ベンツ）
- ウラカン（ランボルギーニ）
- ウラカン EVO（ランボルギーニ）
- ウラカン STO（ランボルギーニ）
- ランボルギーニ テクニカ（ランボルギーニ）
- ウラカン ステラート（ランボルギーニ）
- ウラカン EVO GT セレブレーション（ランボルギーニ）
- ウラカン STJ（ランボルギーニ）
- ウラカン LP620-2 スーパートロフェオ（ランボルギーニ）
  - ウラカン LP620-2 スーパートロフェオ EVO（ランボルギーニ）
  - ウラカン LP620-2 スーパートロフェオ EVO2（ランボルギーニ）
- ウラカン GT3（ランボルギーニ）
  - ウラカン GT3 EVO（ランボルギーニ）
  - ウラカン GT3 EVO2（ランボルギーニ）
- ウラカン スーパートロフェオ GT2（ランボルギーニ）
- ウラッコ（ランボルギーニ）
- ウルス（ランボルギーニ）
- ウルス ペルフォルマンテ（ランボルギーニ）
- ウルス S（ランボルギーニ）
- ウルス SE（ランボルギーニ）
- ウルフ（ランドローバー）
- エアウェイブ（ホンダ）
- エアストリーム（クライスラー）
- エアトレック（三菱自動車）
- エアフロー（クライスラー）
- エアロ（シェルビー・スーパーカーズ）
- エアロ8（モーガン）
- エアロアバンテ（タミヤ）
- エアロエース（三菱ふそう）
- エアロキング（三菱自動車・三菱ふそう）
- エアロクィーン（三菱自動車・三菱ふそう）
  - スペースウィングA（日産ディーゼルへOEM供給）
- エアロスター（三菱自動車・三菱ふそう）
  - スペースランナーA（日産ディーゼルへOEM供給）
- エアロスターMM（三菱自動車・三菱ふそう）
- エアロセブン （ケータハム）
- エアロバス（三菱自動車・三菱ふそう）
- エアロミディME（三菱自動車・三菱ふそう）
- エアロミディMJ（三菱自動車・三菱ふそう）
- エアロミディMK（三菱自動車・三菱ふそう）
- エヴァイヤ（ロータス）
- エヴォーラ（ロータス）
- エキシージ（ロータス）
- エキスパート（日産）
- エクイノックス（シボレー）
- エクウス（ヒュンダイ）
- エクサ（日産）
- エグザンティア（シトロエン）
- エクシーガ（スバル）
- エクシエント（ヒュンダイ）
- エクスパンダー（三菱自動車）
- エクステラ（日産）
- エクストレイル（日産）
- エクスプレス（シボレー）
- エクスプレス（ルノー）
- エクスプローラー（フォード）
- エクスペディション（フォード）
- エグゼネオ ビジョン グランツーリスモ（イタルデザイン）
- エクセル（ビュイック）
- エクセル（ヒュンダイ）
- エクセル（ロータス）
- エクセル GT（ビュイック）
- エクセル XT（ビュイック）
- エクラ（ロータス）
- エクリプス（三菱自動車）
- エクリプスクロス（三菱自動車）
- エクリプススパイダー（三菱自動車）
- エコスポーツ（フォード）
- エコッセ（アスカリ）
- エコニック（メルセデス・ベンツ）
- エコノライン（フォード）
- エスカルゴ（日産）
- エスカレード（キャデラック）
- エスクード（スズキ）
  - サンランナー（ポンティアックへOEM供給）
- エスクード ヒルクライム スペシャル（スズキ）
- エスクァイア（トヨタ）
- エスケープ（フォード）
- エスティマ（トヨタ）
- エスティマエミーナ/エスティマルシーダ（トヨタ）
- エスパス（ルノー）
- エスパーダ（ランボルギーニ）
- エスプリ（ロータス）
- エスプレッソ（マルチ・スズキ・インディア|マルチスズキ）
- エスペラント GTR-1（パノス）
- エチュード（マツダ）
- エッジ（フォード）
- エッセ（ダイハツ）
- エッセンツァSCV12（ランボルギーニ）
- エティオス（トヨタ）
- エディックス（ホンダ）
- エテルナ（三菱自動車）
- エテルナサヴァ（三菱自動車）
- エテルナΣ（三菱自動車）
- エテルナΛ（三菱自動車）
- エピカ（シボレー）
- エブリイ（スズキ）
  - スクラム（マツダへOEM供給）
  - NV100クリッパー（日産へOEM供給）
  - ミニキャブ（三菱自動車へOEM供給）
- エブリイランディ（スズキ）
- エベレスト（フォード）
- エミーラ（ロータス）
- エミーラ GT4（ロータス）
- エメロード（三菱自動車）
- エメヤ（ロータス）
- エラン（ロータス）
- エラントラ（ヒュンダイ）
- エリーカ（慶應他共同開発）
- エリーゼ（ロータス）
- エリオ（スズキ）
- エリオ パイクスピーク スペシャル（スズキ）
- エリシオン（ホンダ）
- エルガ（いすゞ）
- エルガLT（いすゞ）
- エルガミオ（いすゞ）
- エルカミーノ（シボレー）
- エルグランド（日産）
  - フィリー（いすゞへOEM供給）
- エルティガ（スズキ）
- エルバ (マクラーレン)
  - VX-1（マツダへOEM供給）
- エルフ（いすゞ）
  - アトラス20系（日産へOEM供給）
  - コンドル20/30/35（日産ディーゼルへOEM供給）
  - タイタン（マツダへOEM供給）
- エルフUT（いすゞ）
- エレトレ（ロータス）
- エレメント（ホンダ）
- エンタープライズ（キア）
- エンツォ・フェラーリ（フェラーリ）
- エンデバー（三菱自動車）
- エンビジョン（ビュイック）
- エンボイ（GMC）
- オアシス（いすゞ）
- オースター（日産）
- オートサンダルFS型・FN型（オートサンダル）
- オーテック・ザガートステルビオ（オーテックジャパン）
- オーラ（サターン）
- オーランド（シボレー）
- オーリス（トヨタ）
- オールロードクワトロ（アウディ）
- オーロラ（オールズモビル）
- オクタビア（シュコダ）
- オッティ（日産）
- オデッセイ（ホンダ）
- オニキス（シボレー）
- オパラ（シボレー）
- オピラス（キア）
- オプティ（ダイハツ）
- オプティマ（キア）
- オプトラ（シボレー）
- オムニ（マルチスズキ）
- オメガ（オペル）
- オモロガータ（フェラーリ）
- オリエント号（三井精機工業）
- オリジン（トヨタ）
- オリンピア（オペル）
- オリンピアン（ボルボ）
- オルティア（ホンダ）
- 大蛇（オロチ）（光岡）

## か行
- カーゴ（ユーノス）
- カーチス号（アート商会）
- カーニバル（キア）
- カーブドダッシュ（オールズモビル）
- ガーラ（いすゞ）
- ガーラミオ（いすゞ）
- ガイア（トヨタ）
- カウンティ（ヒュンダイ）
- カイエン（ポルシェ）
- カイロン（雙龍）
- カウンタック（ランボルギーニ）
- カジャール（ルノー）
- カスケーダ（オペル）
- カスタムキャブ（マツダ）
- ガゼール（日産）
- カタリナ（ポンティアック）
- カッパ（ランチア）
- カッパーヘッド（ダッジ）
- カデット（オペル）
- カデット E GSi T16 ラリー4X4（オペル）
- カテラ（キャデラック）
- カピテーン（オペル）
- カビーネ（ハインケル）
- カプチーノ（スズキ）
- カプリ（マーキュリー）
- カプリス（シボレー）
- カペラ（マツダ）
- カマルグ（ロールス・ロイス）
- カマロ（シボレー）
- カムシン（マセラティ）
- カムリ（トヨタ）
  - アルティス（ダイハツへOEM供給）
- カムリソラーラ（トヨタ）
- ガヤルド（ランボルギーニ）
- カラ（ランボルギーニ）
- ガライヤ（ASL）
- カラベル（フォルクスワーゲン）
- カリーナ（トヨタ）
- カリーナ（ラーダ）
- カリーナE（トヨタ）
- カリーナED（トヨタ）
- カリスタ（雙龍）
- カリスマ（三菱自動車）
- カリナン（ロールス・ロイス）
- カリフ（マセラティ）
- カリフォルニア（フェラーリ）
- カリフォルニア 30（フェラーリ）
- カリフォルニア T（フェラーリ）
- カリブラ（オペル）
- カリヤ（トヨタ）
- ガリュー（光岡）
- カルタス（スズキ）
  - ジェミネット（いすゞへOEM供給）
  - ファイヤーフライ（ポンティアックへOEM供給）
  - ツインエンジン カルタス（スズキ）
- カルディナ（トヨタ）
- カルマ（フィスカー）
- カルマンギア（フォルクスワーゲン）
- カレン（トヨタ）
- カレンス（キア）
- カレラGT（ポルシェ）
- カローラ（トヨタ）
- カローラII（トヨタ）
- カローラFX（トヨタ）
- カローラクロス（トヨタ）
- カローラスパシオ（トヨタ）
- カローラスポーツ（トヨタ）
- カローラセレス（トヨタ）
- カローラツーリング（トヨタ）
- カローラフィールダー（トヨタ）
- カローラランクス（トヨタ）
- カローラレビン（トヨタ）
- カローラWRC（トヨタ）
  - AE86（トヨタ）
- カロック（シュコダ）
- カングー（ルノー）
- カンチル（プロドゥア）
- カントリーバギー（フォルクスワーゲン）
- ガンマ（ランチア）
- ギガ（いすゞ）
- キザシ（スズキ）
- キジャン（トヨタ）
- キックス（日産）
- キミーラ（TVR）
- ギブリ（マセラティ）
- キャスピタ（ジオット）
- キャディ（フォルクスワーゲン）
- キャパ（ホンダ）
- キャバリエ（トヨタ）
- キャバリエ（シボレー）
- キャブオール（日産）
- キャブスター（日産）
- キャプチャー（ルノー）
- キャプティバ（シボレー）
- キャブライト（日産）
- キャミ（トヨタ）
- キャラ（スズキ）
- ギャラクシー（フォード）
- キャラバン（ダッジ）
- キャラバン （日産）
  - コモ（いすゞへOEM供給）
- キャラバン（ダッジ）
- キャラミ（マセラティ）
- ギャラン（三菱自動車）
- ギャランスポーツ（三菱自動車）
- ギャランフォルティス（三菱自動車）
- ギャランΣ（三菱自動車）
- ギャランΛ（三菱自動車）
- ギャランGTO（三菱自動車）
- ギャランクーペFTO（三菱自動車）
- キャリイ（スズキ）
  - スクラムトラック （マツダへOEM供給）
  - NT100クリッパー（日産へOEM供給）
  - ミニキャブトラック（三菱自動車へOEM供給）
- キャリバー（ダッジ）
- キャロル（マツダ）
- キャンター（三菱自動車・三菱ふそう）
  - カゼット（UDトラックスへOEM供給）
- キュート（光岡）
- キュービック（いすゞ）
- キューブ（日産）
- キューブキュービック（日産）
- キューベルワーゲン（フォルクスワーゲン）
- キュビスター（日産）
- ギブリ（マセラティ）
- キロワット（ヘニー）
- クアトロポルテ（マセラティ）
- グアラ（デ・トマソ）
- クアント（マヒンドラ&マヒンドラ）
- クイック（サーイパー）
- クイックデリバリー（トヨタ）
- クイント（ホンダ）
- クーガ（フォード）
- クーペ（マセラティ）
- クーペ（ヒュンダイ）
- クーペ・フィアット（フィアット）
- クーリア（エルヴァ）
- クウィッド（ルノー）
- クエスト（日産）
- クオーレ（ダイハツ）
- クオン（日産ディーゼル・UDトラックス）
- クサラ（シトロエン）
- グッピー（ムーンクラフト）
- クナリ（プロドゥア）
- クライダー（ホンダ）
- クラウン（トヨタ）
- クラウンエイト（トヨタ）
- クラウンエステート（トヨタ）
- クラウンコンフォート（トヨタ）
- クラウンセダン（トヨタ）
- クラウンマジェスタ（トヨタ）
- クラウンビクトリア（フォード）
- クラシック（トヨタ）
- グラディエーター（ジープ）
- グラナダ（フォード）
- クラフト（マツダ）
- クラリティ フューエル セル（ホンダ）
- グランエース（トヨタ）
- グランスポルト・クアトロルオーテ（アルファロメオ）
- グランタ（ラーダ）
- グランダム（ポンティアック）
- グランチュラ（TVR）
- グランディス（三菱自動車）
- グラントゥーリズモ（マセラティ）
- グランドエスクード（スズキ）
- グランドチェロキー（ジープ）
- グランドハイエース（トヨタ）
- グランドファミリア（マツダ）
- グランドマーキー（マーキュリー）
- グランドランドX（オペル）
- グランビア（トヨタ）
- グランフューリー（プリムス）
- グランプリ（ポンティアック）
- グランマックス（ダイハツ）
- クリオ（ルノー）
- クリサ（プロドゥア）
- グリズリー（ヤマハ）
- クリッパー（日産）
- クリッパー（プリンス）
- グリフィス（TVR）
- クルー（日産）
- クルーガー（トヨタ）
- クルーズ（シボレー）
- グレース（ヒュンダイ）
- グレイス（ホンダ）
- クレシダ（トヨタ）
- クレスタ（トヨタ）
- クレタ（ヒュンダイ）
- クレフ（マツダ）
- グレンジャー（ヒュンダイ）
- クロスツアー（ホンダ）
- クロスビー（スズキ）
- クロスファイア（クライスラー）
- クロスボウ（KTM）
- クロスランドX（オペル）
- クロスロード（ホンダ）
- クロノス（マツダ）
- クロマ（フィアット）
- グロリア（トライアンフ）
- グロリア（プリンス/日産）
- クワトロ（アウディ）
- クワッド（GG）
- ケイマン（ポルシェ）
- 軽装甲機動車（コマツ）
- 高機動車（トヨタ）
- コースター（トヨタ）
  - リエッセII （日野へOEM供給）
- コアトル（ランボルギーニ）
- コーティナ（フォード）
- コスモ（マツダ）
- コディアック（シュコダ）
- コナ（ヒョンデ）
- コナ N（ヒョンデ）
- ヂャイアント・コニー360（ヂャイアント）
- コニー・360（ヂャイアント）
- コニー・360コーチ（ヂャイアント）
- コニー・360ワイド（ヂャイアント）
- コニー600（ヂャイアント）
- コニー・グッピー（ヂャイアント）
- コバルト（シボレー）
- コペン（ダイハツ）
- コペン RJ ビジョン グランツーリスモ（ダイハツ）
- コマンダー（ジープ）
- コマンチ（ジープ）
- コムス（トヨタ車体）
- コモ（いすゞ）
- コモドア（ホールデン）
- コモドーレ（オペル）
- コランド（雙龍）
- コルヴェア（シボレー）
- コルサ<トヨタ>（トヨタ）
- コルサ<OPEL>（オペル）
- コルセア（フォード）
- コルディア（三菱自動車）
- コルト（三菱自動車）
- コルトプラス（三菱自動車）
- コルトラリーアートVer.-R（三菱自動車）
- コルト600（三菱自動車）
- コルト800（三菱自動車）
- コルト1000F（三菱自動車）
- コルト1100F（三菱自動車）
- コルト1000（三菱自動車）
- コルト1500（三菱自動車）
- コルト1100（三菱自動車）
- コルト1200（三菱自動車）
- コルトギャラン（三菱自動車）
- コルドバ（クライスラー）
- ゴルフ（フォルクスワーゲン）
- ゴルフトゥーラン（フォルクスワーゲン）
- コルベット（シボレー）
- コルベット C5-R（シボレー）
- コレオス（ルノー）
- コロナ（トヨタ）
- コロナクーペ（トヨタ）
- コロナEXiV（トヨタ）
- コロニーパーク（マーキュリー）
- コロラド（シボレー）
- コンコード（クライスラー）
- コンセプト XR-PHEV エボリューション ビジョン グランツーリスモ（三菱）
- コンセプト ビジョン グランツーリスモ（インフィニティ）
- コンソルテ（ダイハツ）
- コンチェルト（ホンダ）
- コンチネンタル（リンカーン）
- コンチネンタルGT（ベントレー）
- コンチネンタルR（ベントレー）
- コンチネンタル・フライング・スパー（ベントレー）
- コンテッサ（日野）
- コンテッサ（ヒンドゥスタン）
- コントゥア（フォード）
- コンドル（日産ディーゼル・UDトラックス）
- コンパーノ（ダイハツ）
- コンパーノスパイダー（ダイハツ）
- コンパス（ジープ）
- コンフォート（トヨタ）
- コンボ（オペル）
- コンマース（日野）

## さ行
- サーブラウ（TVR）
- サイクロン（GMC）
- サイノス（トヨタ）
- ザイロ（マヒンドラ&マヒンドラ）
- サヴィ（プロトン）
- サガ（プロトン）
- サガリス（TVR）
- ザガート ビジョン グランツーリスモ（イソ・リヴォルタ）
- サクシード（トヨタ）
- サクソ（シトロエン）
- サクラ（日産）
- ザ・グレート（三菱自動車）
- ザッツ（ホンダ）
- サテライト（プリムス）
- サトリア（プロトン）
- サニー（日産）
- サニートラック（日産）
- サニーキャブ（日産）
- サニーバネット（日産）
- サバーバン（シボレー）
- サバンナ（マツダ）
- サファリ（テム・サ）
- サファリ（日産）
- サファリ（モンテヴェルディ）
- サファリ（タタ）
- ザフィーラ（オペル）
- サフラン（ルノー）
- サマーラ（ラーダ）
- サマーラ T3（ラーダ）
- サマーラ 4x4 ラリー（ラーダ）
- サマーラ Sプロト（ラーダ）
- サマンド（イラン・ホドロ）
- サルテ（ヴェンサー）
- サングレイト（日産ディーゼル）
- サンダーバード（フォード）
- サンタナ（フォルクスワーゲン）
- サンタフェ（ヒュンダイ）
- サンデロ（ダチア）
- サンバ（タルボ）
- サンバー（スバル）
- サンビーム（クライスラー）
- サンファイア（ポンティアック）
- サンレーサー（ゼネラルモーターズ）
- シード（キア）
- ジーニア（ホンダ）
- ジープ（クライスラー）
  - 三菱・ジープ（三菱自動車・ライセンス生産車種）
- ジープ・チェロキー (XJ)（AMC）
- シーマ（日産）
- シアズ（スズキ）
- ジェイド（ホンダ）
- ジェスコ（ケーニグセグ）
- ジェット（マトラ）
- ジェネシス（ヒュンダイ）
- ジェネシス（ベルトーネ）
- シエナ（トヨタ）
- シエナ（フィアット）
- シエラ（フォード）
- シエンタ（トヨタ）
- シェベル（シボレー）
- ジェミニ（いすゞ）
- ジェミネット（いすゞ）
- ジェミネットII（いすゞ）
- ジェメラ（ケーニグセグ）
- シェルビー・マスタング（フォード）
- ジオ（マヒンドラ&マヒンドラ）
- シグナム（オペル）
- シグネット（アストンマーティン）
- シグマ（三菱自動車）
- シグラ（ダイハツ）
- シターロ（メルセデス・ベンツ）
- シタン（メルセデス・ベンツ）
- シティ（クセニッツ）
- シティ（ホンダ）
- シティゴ（シュコダ）
- シティライナー（ネオプラン）
- 紫電77（ムーンクラフト）
- シナジー（ボーバ）
- シビック（ホンダ）
- シビックカントリー（ホンダ）
- シビッククーペ（ホンダ）
- シビックシャトル（ホンダ）
- シビックタイプR（ホンダ）
- シビックハイブリッド（ホンダ）
- シビックバン（ホンダ）
- シビックフェリオ（ホンダ）
- シビリアン（日産）
  - ジャーニー（いすゞへOEM供給）
- シフォン（スバル）
- ジプシー（マルチスズキ）
- シマロン（キャデラック）
- シミターGT（リライアント）
- シムカ・バゲーラ（マトラ）
- ジムニー（スズキ）
  - AZ-オフロード（マツダへOEM供給）
- ジムニーシエラ（スズキ）
- ジャーニー（いすゞ）
- ジャーニー（ダッジ）
- ジャーニーK（いすゞ）
- ジャーニーQ（いすゞ）
- ジャーニーJ（いすゞ）
- ジャパンタクシー  (トヨタ)
- ジャベリン（AMC）
- ジャズ（ホンダ）
- ジャスティ（スバル）
- シャマル（マセラティ）
- シャラン（フォルクスワーゲン）
- シャルマン（ダイハツ）
- ジャルパ（ランボルギーニ）
- シャリオ（三菱自動車）
- シャレード（ダイハツ）
- シャンテ（マツダ）
- ジュアラ（プロトン）
- ジュニア（日産）
- シュビムワーゲン（フォルクスワーゲン）
- ジュリア（アルファロメオ）
- ジュリエッタ（アルファロメオ）
- ジューク（日産）
- ジョン クーパー ワークス WRC（プロドライブ）
- シリオン（ダイハツ）
- シリーズ１（シェルビー）
- シリーズ6（ブリストル）
- シルバラード（シボレー）
- シルビア（日産）
- シルエイティ（日産）
- シルエット（ランボルギーニ）
- シルヴァーゴースト（ロールス・ロイス）
- シルヴァースピリット（ロールス・ロイス）
- シルヴァーセラフ（ロールス・ロイス）
- シロン（ブガッティ）
- ジンガー（三菱自動車）
- シントラ（オペル）
- シンボル（ルノー）
- スイフト（スズキ）
  - ファイヤーフライ（ポンティアックへOEM供給）
- スーパー（トヨタ）
- スーパーアメリカ（フェラーリ）
- スーパーアメリカ45（フェラーリ）
- スーパーオリンピアン（ボルボ）
- スーパーセブン（ロータス）
- スーパークルーザー（いすゞ）
- スーパーグレート（三菱自動車・三菱ふそう）
- スーパードルフィン（日野）
- スーパーノヴァ（ダチア）
- スーパー・ビー（ダッジ）
- スープラ（トヨタ）
- スープラ LM-GT（トヨタ）
- スカイ（サターン）
- スカイウェイ（プリンス）
- スカイホーク（ビュイック）
- スカイライナー（ネオプラン）
- スカイライン（プリンス/日産）※スカイラインGT-Rを含む
- スカイライン 2000 GT-R PGC10 JAF グランプリ（日産）
- スカイライン GT-R BNR32 グループA（日産）
- スカイライン GT-R BNR34 JGTC（日産）
- スカニア（スカニア）
  - スカニア（日野へOEM供給）
- スカラ（ルノー）
- スクープ（ヒュンダイ）
- スクラム（マツダ）
- スコーピオ（フォード）
- スコーピオ（マヒンドラ&マヒンドラ）
- スズライト（スズキ）
- スターライナー（ネオプラン）
- スターレット（トヨタ）
- スタウト（トヨタ）
- スタッグ（トライアンフ）
- スタリオン（三菱自動車）
- スタリオン 4WD ラリー（三菱自動車）
- スタリオン GTO（三菱自動車）
- スタリオン D404（HKS）
- スタレックス（ヒュンダイ）
- スタンザ（日産）
- ステージア（日産）
- ステーツマンデビル（いすゞ）
- ステートリムジン（ベントレー）
- スティンガー（キア）
- ステップワゴン（ホンダ）
- ステラ（スバル）
- ステリナ（アウトビアンキ）
- ステルヴィオ（アルファロメオ）
- ステルビオ（オーテック）
- ストーム（リスター）
- ストーリア（ダイハツ）
  - デュエット（トヨタへOEM供給）
- ストラーダ（フィアット）
- ストラーダ（三菱自動車）
- ストラダーレ（ダラーラ）
- ストラトス（ランチア）
- ストラトス（ダッジ）
- ストリート（ホンダ）
- ストリーム（ホンダ）
- スパーキー（トヨタ）
- スパーノ（GTAモータース）
- スパイダー（アルファロメオ）
- スパイダー（マセラティ）
- スパイダー（ルノースポール）
- スパイダーロードスター（カンナム）
- スパッセ（鈴商）
- スバル360（スバル）
- スバル1000（スバル）
- スバル・1500（スバル）
- スピアーノ（マツダ）
- スピットファイア（トライアンフ）
- スピリア（ホンダ）
- スピン（シボレー）
- スピードスター（オペル）
- スピードテール（マクラーレン）
- スプリンター（メルセデス・ベンツ）
- スプリンター（トヨタ）
- スプリンターカリブ（トヨタ）
- スプリンターシエロ（トヨタ）
- スプリンタートレノ（トヨタ）
  - AE86（トヨタ）
- スプリンターマリノ（トヨタ）
- スペーシア（スズキ）
- スペースアロー（日産ディーゼル）
- スペースウィング（日産ディーゼル）
- スペースライナー（ネオプラン）
- スペースランナー（日産ディーゼル）
  - スペースランナーJP（日産ディーゼル）
  - スペースランナーA（日産ディーゼル）
  - スペースランナーRM（日産ディーゼル）
  - スペースランナーRP（日産ディーゼル）
    - エアロスター-S（RAは三菱ふそうへOEM供給）
    - エアロミディ-S（JP/RMは三菱ふそうへOEM供給）
- スペイド（トヨタ）
- スペクトロン（フォード）
- スペルブ（シュコダ）
- スポーツクワトロ（アウディ）
- スポーツクワトロ S1（アウディ）
- スポーツクワトロ RS002（アウディ）
- スポーツ ビジョン グランツーリスモ（ホンダ）
- スポーツ800（トヨタ）
- スポーテージ（キア）
- スモー（タタ）
- スモー グランデ（タタ）
- スリングショット（ポラリス）
- シトロエン・スルボル（シトロエン）
- セーブル（マーキュリー）
- セイバー（ホンダ）
- セヴィル（キャデラック）
- ロータス セオリー 1 コンセプト（ロータス・カーズ）
- セコイア（トヨタ）
- ゼスト（ホンダ）
- ゼスト（タタ）
- セドリック（日産）
- セドリックセダン（日産）
- セドリック営業車（日産）
- ゼトロス（メルセデス・ベンツ）
- セニア（ダイハツ）
- セニック（ルノー）
- セナ（マクラーレン）
- セナート（アウルス）
- セネター（オペル）
- ゼファー（リンカーン）
- セフィーロ（日産）
- セフィーロワゴン（日産）
- セプター（トヨタ）
- ゼブラ（ダイハツ）
- セブリング（クライスラー）
- セブリング（マセラティ）
- セラ（トヨタ）
- セリカ（トヨタ）
- セリカ GT AWD ターボ（トヨタ）
- セリカ GT-Four ST165（トヨタ）
- セリカ LB ターボ（トヨタ）
- セリカXX（トヨタ）
- セリカC（童夢）
- セルシオ（トヨタ）
- セルジオ（フェラーリ）
- セルトス（キア）
- セルボ（スズキ）
- セレガ（日野）
- セレガFC（日野）
- セレナ（日産）
  - ランディ（スズキへOEM供給）
- セレナカーゴ（日産）
- セレリオ（スズキ）
- 零（ゼロ）（童夢）
- ゼロワン（光岡）
- ゼロワン クラシックタイプF（光岡）
- センチュリー（トヨタ）
- センチュリー（ビュイック）
- センチュリーロイヤル（トヨタ）
- センティア（マツダ）
- セントラ（日産）
- セントロライナー（ネオプラン）
- ソアラ（トヨタ）
- ソヴリン（デイムラー）
- ソウル（キア）
- ゾエ（ルノー）
- ソナタ（ヒュンダイ）
- ソニア（ランボルギーニ）
- ソニカ（ダイハツ）
- ソネット（サーブ）
- ソラチ（ヒュンダイ）
- ソラーラ（タルボ）
- ソリオ（スズキ）
- ソルスティス（ポンティアック）
- ソルテラ (スバル)
- ソレン（イラン・ホドロ）
- ソレンザ（ダチア）
- ソレント（キア）
- ゾンダ（パガーニ）

## た行
- ターセル（トヨタ）
- ダート（ダッジ）
- ターバイン（クライスラー）
- タール（マヒンドラ&マヒンドラ）
- タイガー（ウィットン）
- タイカン（ポルシェ）
- タイタン（マツダ）
- タイタン（日産）
- ダイナ（トヨタ）
- ダイナルートバン（トヨタ）
- ダイナスティ（ヒュンダイ）
- タイフーン（GMC）
- タイプI（フォルクスワーゲン）
- タイプII（フォルクスワーゲン）
- タイプ15（フォルクスワーゲン）
- タイプ35（ブガッティ）
- タイプ57（ブガッティ）
- タウンエース（トヨタ）
- タウンカー（リンカーン）
- タウンボックス（三菱自動車）
- タウンボックスワイド（三菱自動車）
- タウン&カントリー（クライスラー）
- ダコタ（ダッジ）
  - レイダー（三菱自動車へOEM供給（3代目モデル））
- タコマ（トヨタ）
- タゴーラ（タルボ）
- タジマ・ジャイアン（嘉远汽车）
  - イーアップル（アップルへOEM供給）
  - E-mo（リブサルへOEM供給）
  - Lala（タケオカへOEM供給）
- タスカン（TVR）
- ダスター（ダチア）
- タスミン（TVR）
- ダットサン乗用車（ダットサン）
- ダットサントラック（日産）
- ダットサンバネット（日産）
- ダットサンベビィ（日産）
- ダットン・サーフ（ダットン）
- タフト（ダイハツ）
  - ブリザード（トヨタへOEM供給）
- タブルシックス（デイムラー）
- タホ（シボレー）
- タモーラ（TVR）
- タルボ・マトラ・ムレーナ（マトラ）
- タロ（フォルクスワーゲン）
- タロン（イーグル）
- タンク（トヨタ）
- タント（ダイハツ）
  - シフォン（スバルへOEM供給）
- タントエグゼ（ダイハツ）
  - ルクラ（スバルへOEM供給）
- タンドラ（トヨタ）
- チーター（ランボルギーニ）
- チェアマン（雙龍）
- チェイサー（トヨタ）
- チェリー（日産）
- チェリーキャブ（日産）
- チェリーバネット（日産）
- チェロキー（ジープ）
- チェンテナリオ（ランボルギーニ）
- チェントディエチ (ブガッティ)
- チボリ（雙龍）
- チャージャー（ダッジ）
- チャレンジャー（ダッジ）
- チャレンジャー（三菱自動車）
- 中華BS4（華晨）
- 中華BS6（華晨）
- チンクェチェント（フィアット）
- ツイン（スズキ）
- ツェンダップ・ヤヌス（ツェンダップ）
- ツーソン（ヒュンダイ）
- ツーリングハイエース（トヨタ）
- ツーリングリムジン（ロールス・ロイス）
- テージス（ランチア）
- テーマ（ランチア）
- ディーヴォ（ブガッティ）
- ティーダ（日産）
- ティーダラティオ（日産）
- ティーノ（日産）
- ディーノ（フィアット）
- ディーノ・206/246（フェラーリ）
- ティーポ（フィアット）
- ディアーヌ（シトロエン）
- ティアナ（日産）
- ディアブロ（ランボルギーニ）
- ディアマンテ（三菱自動車）
- ティアラ（プロトン）
- ディオン（三菱自動車）
- ティグアン（フォルクスワーゲン）
- ディグニティ（三菱自動車）
- ティグラ（オペル）
- ディザイア（マルチスズキ）
- ディスカバリー（ランドローバー）
- デイトナ（ダッジ）
- デイトナ クーペ（シェルビー・アメリカン）
- ディナX（パナール）
- ディナZ（パナール）
- ディフェンダー（ランドローバー）
- ディフェンダー (L663)（ランドローバー）
- テスタロッサ（フェラーリ）
- デドラ（ランチア）
- デナ（イラン・ホドロ）
- デボネア（三菱自動車）|* デミオ（マツダ）
- テムプラ（フィアット）
- デュアリス（日産）
- デュエット（トヨタ）
- デュトロ（日野）
  - トヨエース（トヨタへOEM供給）
  - ダイナ（トヨタへOEM供給）
  - デルタ（ダイハツへOEM供給）
- デュカト（フィアット）
- デュランゴ（ダッジ）
- テラ（日産）
- テラノ（日産）
- テリオス（ダイハツ）
  - キャミ（トヨタへOEM供給）
- テリオスキッド（ダイハツ）
- テリオスルキア（ダイハツ）
- デリカ（三菱自動車）
- デリカ・スターワゴン（三菱自動車）
- デリカ・スペースギア（三菱自動車）
- デリカミニ（三菱自動車）
- デリカD:2（三菱自動車）
- デリカD:3（三菱自動車）
- デリカD:5（三菱自動車）
- テリックス（カワサキ）
- デリバリーバン（フォルクスワーゲン）
- デリボーイ（トヨタ）
- テルスター（フォード）
- デルタ（ダイハツ）
- デルタ（ランチア）
- デルタウイング（日産）
- デルタ S4（ランチア）
- デルタ S4 コンペティツィオーネ（ランチア）
- テルライド（キア）
- テレイン（GMC）
- テンペスト（ポンティアック）
- トゥイージー（ルノー）
- トゥーロ（メルセデス・ベンツ）
- トゥアタラ（シェルビー・スーパーカーズ）
- トゥアレグ（フォルクスワーゲン）
- トゥインゴ（ルノー）
- トゥデイ（ホンダ）
- ドゥビル（キャデラック）
- ドーヴィル（デ・トマソ）
- トーピード（タッカー）
- ドーフィン（ルノー）
- トーラス（フォード）
- トール（ダイハツ）
  - ルーミー（トヨタへOEM供給）
  - タンク（トヨタへOEM供給）
  - ジャスティ（スバルへOEM供給）
- ドーン（ロールス・ロイス）
- トップキック（GMC）
- トッポ（三菱自動車）
- トッポBJ（三菱自動車）
- トッポBJワイド（三菱自動車）
- トクサン号（高知自動車）
- ドブロ（フィアット）
- トマホーク S ビジョン グランツーリスモ（ダッジ）
  - トマホーク GTR-S ビジョン グランツーリスモ（ダッジ）
  - トマホーク X ビジョン グランツーリスモ（ダッジ）
- ドマニ（クラウザー）
- ドマーニ（ホンダ）
  - ジェミニ（いすゞへOEM供給）
- トミーカイラZZ（GLM）
- ドミンゴ（スバル）
- トヨエース（トヨタ）
- トヨペットカスタムスポーツ（久野自動車）
- トライトン（三菱自動車）
  - フルバック（フィアットへOEM供給）
- トライベッカ（スバル）
- トラヴィック（スバル）
- トラガ（いすゞ）
- トラゴ（ヒュンダイ）
- トラジェ（ヒュンダイ）
- トラバース（シボレー）
- トラバント（VEBザクセンリンク）
- トラフィック（ルノー）
- トランザム（ポンティアック）
- トリノ（フォード）
- トリノ（IKA）
- トリビュート（マツダ）
- トルネオ（ホンダ）
- ドルフィン（BYD)
- トルペード（ポンティアック）
- トレイルブレイザー（シボレー）
- トレディア（三菱自動車）
- トレント（ポンティアック）
- トロネード（オールズモビル）
- ドロマイト（トライアンフ）

## な行
- ナイトロ（ダッジ）
- ナディア （トヨタ）
- ナノ（タタ）
- ナバラ（日産）
- ナビゲーター（リンカーン）
- ニーヴァ（シボレー）
- ニーヴァ（ラーダ）
- ニッケイ・タロー（日本軽自動車）
- ニッケン・コンスタック（日本軽自動車）
- ニューパワー（いすゞ）
- ニュービートル（フォルクスワーゲン）
- ニューヨーカー（クライスラー）
- ニロ（キア）
- ヌエラ（光岡）
- ヌビラ (大宇)
- ネヴェーラ (リマック)
- ネオン（クライスラー）
- ネイキッド （ダイハツ）
- ネクソ（ヒュンダイ）
- ノーティカ（プロドゥア）
- ノート （日産）
- ノーバ（くろがね工業）
- ノア （トヨタ）
  - ランディ（スズキへOEM供給）
- ノヴァ（シボレー）
- ノマド（シボレー）

## は行
- パークアヴェニュー（ビュイック）
- パークウェイ（マツダ）
- パークウォード（ロールス・ロイス）
- バードケージ 75th（マセラティ）
- パートナー（プジョー）
- パートナー（ホンダ）
- ハイ（モンテヴェルディ）
- ハイエース（トヨタ）
- ハイエナ（ランチア）
- バイオレット（日産）
- パイザー（ダイハツ）
- ハイスピード（モンテヴェルディ）
- ハイゼット（ダイハツ）
  - ピクシストラック（トヨタへOEM供給）
  - ピクシスバン（トヨタへOEM供給）
  - サンバー（スバルへOEM供給）
- ハイゼットカーゴ (ダイハツ)
- ハイゼットキャディー（ダイハツ）
- ハイゼットグランカーゴ（ダイハツ）
- ハイゼットジャンボ（ダイハツ）
- ハイゼットデッキバン（ダイハツ）
- バイパー（ダッジ）
- バイパー GTS-R（ダッジ）
- ハイパーミニ（日産）
- ハイメディック（トヨタ）
- ハイライン（ダイハツ）
- ハイラックス（トヨタ）
- ハイラックスサーフ（トヨタ）
- パイロット（ホンダ）
- パオ（日産）
- ハガネ（D Art）
- ハコステ（ロードスターガレージ）
- パサート（フォルクスワーゲン）
- バサラ（日産）
- パジェロ（三菱自動車）
- パジェロイオ（三菱自動車）
- パジェロジュニア（三菱自動車）
- パジェロミニ（三菱自動車）
  - キックス（日産へOEM供給）
- パシフィカ（クライスラー）
- バジャー (ニコラ)
- パスファインダー（日産）
- パスポート（ホンダ）
- ハスラー（スズキ）
  - フレアクロスオーバー（マツダへOEM供給）
- パッソ（トヨタ）
- パッソセッテ（トヨタ）
- バディ（光岡）
- パトリオット（ジープ）
- パトロール（日産）
- パナメーラ（ポルシェ）
- バネオ（メルセデス・ベンツ）
- バネット（日産）
- バネットセレナ（日産）
- バハ（スバル）
- パブリカ（トヨタ）
- ハマー（GM）※H1、H2、H3含む
- バモス（ホンダ）
- バモスホビオ（ホンダ）
- バラード（ホンダ）
- パラディン（日産）
- ハラマ（ランボルギーニ）
- パラメディック（日産）
- バラクーダ（プリムス）
- ハリアー（タタ）
- ハリアー（トヨタ）
- ハリアーハイブリッド（トヨタ）
- バリオ（メルセデス・ベンツ）
- パリオ（フィアット）
- パリセード（ヒュンダイ）
- バリーナ（ホールデン）
- バルケッタ（フィアット）
- パルサー（日産）
- パルス（ルノー）
- バレーノ（スズキ）
- パレット（スズキ）
- パンダ（フィアット）
- パンサー（いすゞ）
- アレスデザイン・パンサー プロジェクト1（アレスデザイン）
- パンテーラ（デ・トマソ）
- ピアッツァ（いすゞ）
- ビアンキーナ（アウトビアンキ）
- ビアンテ（マツダ）
- ビークロス（いすゞ）
- ビーゴ（ダイハツ）
  - ラッシュ（トヨタへOEM供給）
- ビート（ホンダ）
- ビートル（フォルクスワーゲン）
- ビートルカブリオレ（フォルクスワーゲン）
- ヒーリー100（オースチン）
- ビガー（ホンダ）
- ビガート（キア）
- ピカント（キア）
- ビギン（いすゞ）
- ピクシスエポック（トヨタ）
- ピクシスジョイ（トヨタ）
- ピクシススペース（トヨタ）
- ピクシストラック（トヨタ）
- ピクシスバン（トヨタ）
- ピクシスメガ（トヨタ）
- ビクセン（TVR）
- ビジョン（イーグル）
- ビジョン グランツーリスモ（BMW）
- ビジョン グランツーリスモ（アルピーヌ）
  - ビジョン グランツーリスモ Race Mode（アルピーヌ）
- ビジョン グランツーリスモ（プジョー）
- ビジョン グランツーリスモ（ポルシェ）
- ビジョン グランツーリスモ（スズキ）
- ビジョン グランツーリスモ（フェラーリ）
- ビジョン グランツーリスモ（シュコダ）
- ビジョン グランツーリスモ Coupé（ジャガー）
  - ビジョン グランツーリスモ SV（ジャガー）
  - ビジョン グランツーリスモ Roadster（ジャガー）
- ビスケイン（シボレー）
- ビスタ（トヨタ）
- ピスタチオ（三菱自動車）
- ビターラブレッツァ（マルチスズキ）
- ビッグサム（日産ディーゼル）
  - プロフィア除雪車 （除雪車のみ日野へOEM供給）
- ビッグホーン（いすゞ）
  - ビッグホーン（スバルへOEM供給）
  - ホライゾン（ホンダへOEM供給）
  - SLX（アキュラへOEM供給）
- ビッグホーン（スバル）
- ビトゥルボ（マセラティ）
- ピノ（日産）
- ビバ（プロドゥア）
- 卑弥呼（ヒミコ）（光岡）
- 美遊人（ビュート）（光岡）
- ビュレット（ブリストル）
- ヒルマンミンクス（いすゞ）
- ピント（フォード）
- フーガ（日産）
- フートゥラ（ボーバ）
- プーマ（フォード）
- プーマ ラリー1（フォード）
- ブーメラン（マセラティ）
- ブーン（ダイハツ）
- ブーンルミナス（ダイハツ）
- ファーゴ（いすゞ）
- ファイヤーバード（ポンティアック）
- ファイター（ブリストル）
- ファイター（三菱自動車・三菱ふそう）
- ファイブハンドレッド（フォード）
- ファスター（いすゞ）
- ファヴォリット（シュコダ）
- ファミリー（雙龍）
- ファミリア（マツダ）
- ファミリアアスティナ（マツダ）
- ファビア（シュコダ）
- ファビアRS ラリー2（シュコダ）
- ファエナ（ランボルギーニ）
- ファンカーゴ（トヨタ）
- ファントム（ロールス・ロイス）
- フィアット・500（フィアット）
- フィエスタ（フォード）
- フィエスタ WRC（フォード）
- フィエスタ RS WRC（フォード）
- フィエロ（ポンティアック）
- フィオリーノ（フィアット）
- フィガロ（日産）
- フィット（ホンダ）
- フィットアリア（ホンダ）
- フィットシャトル（ホンダ）
- フィデオン（フォルクスワーゲン）
- フィフスアベニュー（クライスラー）
- フィリー（いすゞ）
- フェアレディ（日産）
- フェアレディZ（日産）
- フェアレディZ Z33 GT500（日産）
- フェアレディZ RZ34 GT500（日産）
- フェアレディZ RZ34 GT4（日産）
- フェートン（フォルクスワーゲン）
- フエゴ（ルノー）
- フェスティバ（フォード）
- フェニア スーパースポーツ（Wモーターズ）
- フェリツィア（シュコダ）
- フェロー（ダイハツ）
- フェローバギィ（ダイハツ）
- フォーカス（フォード）
- フォーカス WRC（フォード
- フォーチュナー（トヨタ）
- フォーツー（スマート）
- フォーフォー（スマート）
- フォックス（フォルクスワーゲン）
- フォルテ（キア）
- フォルテ（三菱自動車）
  - ダコタ初代モデル（ダッジへOEM供給）
- フォレスター（スバル）
- フォワード（いすゞ）
- フサリア（アッリネーラ）
- フジキャビン（富士自動車）
- プトラ（プロトン）
- フュージョン（フォード）※EUでは同名の小型車が販売されている。
- フューリー（プリムス）
- ブラーボ（フィアット）
- プライド（キア）
- フライヤー（BYD）
- フライングフェザー（住江製作所）
- フライングスターII（ランボルギーニ）
- プラウディア（三菱自動車）
- プラクティク（シュコダ）
- ブラジリア（フォルクスワーゲン）
- プラス8（モーガン）
- ブラックウッド（リンカーン）
- プラッツ（トヨタ）
- ブラット（スバル）
- ブラバダ（オールズモビル）
- ブラボー（三菱自動車）
- ブラボー（ランボルギーニ）
- フラミニア（ランチア）
- フリーカ（三菱自動車）
- フリークライマー（ベルトーネ）
- フリースター（フォード）
- フリースタイル（フォード）
- フリード（ホンダ）
- フリードスパイク（ホンダ）
- フリーランダー（ランドローバー）
- プリウス（トヨタ）
- プリウスα（トヨタ）
  - メビウス（ダイハツへOEM供給）
- ブリオ（ホンダ）
- ブリオアメイズ（ホンダ）
- プリオラ（ラーダ）
- ブリザ（ダッジ）
- ブリザード（トヨタ）
- ブリスカ（日野）
- プリズマ（シボレー）
- プリズマ（ランチア）
- プリズム（シボレー）
- プリマスター（日産）
- プリメーラ（日産）
- プリンスロイヤル（日産）
- プリンツ（NSU）
- ブルーバード（日産）
- ブルーバードシルフィ（日産）
- ブルーリボン（日野）
- ブルーリボンシティ（日野）
- ブルーリボンII（日野）
- フルヴィア（ランチア）
- フルエンス（ルノー）
- フルグラ（ララキ）
- ブルックランズ（ベントレー）
- フルバック（フィアット）
- ブレイザー（シボレー）
- ブレイド（トヨタ）
- プレヴェ（プロトン）
- プレグンタ（ランボルギーニ）
- プレーリー（日産）
- プレオ（スバル）
- プレオプラス（スバル）
- プレサージュ（日産）
- プレジデント（日産）
- プレセア（日産）
- フレックス（フォード）
- プレッソ（マツダ）
- ブレッツァ（マルチスズキ）
- ブレビス（トヨタ）
- プレマシー（マツダ）
- プレミア（イーグル）
- プレミオ（トヨタ）
- ブレラ（アルファロメオ）
- プレリュード（ホンダ）
- プロウラー（クライスラー）
- プリムラ（アウトビアンキ）
- ブロアム（キャデラック）
- プログレ（トヨタ）
- プロサングエ（フェラーリ）
- プロシード（マツダ）
- プロシードレバンテ（マツダ）
- プロジェクト 2&4（ホンダ）
- プロジェクトV（ケータハム）
- プロトティーポ（フェラーリ）
- プロナード（トヨタ）
- プロフィア（日野）
- プロボックス（トヨタ）
- プローブ（フォード）
- フローリアン（いすゞ）
- ブロンコ（フォード）
- ブロンコII（フォード）
- フロンテ（スズキ）
- フロンテ800（スズキ）
- フロンテクーペ（スズキ）
- フロンティア（日産）
- プロントスパイダー（プリムス）
- フューリー（プリムス）
- ピュアスピード （メルセデスAMG）
- プント（フィアット）
- ペーサー（AMC）
- ベータ（ランチア）
- ペイカン（イラン・ホドロ）
- ヘキサ（タタ）
- ベクトラ（オペル）
- ベザ（プロドゥア）
- ベビー（くろがね工業）
- ベラーノ（ビュイック）
- ベラクルス（ヒュンダイ）
- ヘラルド（トライアンフ）
- ベリーサ（マツダ）
- ベルエア（シボレー）
- ベルベディア（プリムス）
- ペルソナ（プロトン）
- ペルソナ（マツダ）
- ベルタ（トヨタ）
- ペルダナ（プロトン）
- ヘルファイア (アポカリプス)
- ベルランゴ（シトロエン）
- ベレット（いすゞ）
- ベレル（いすゞ）
- ベンツ・ヴェロ（ベンツ）
- ベンツ・パテント・モトールヴァーゲン（ベンツ）
- ベンテイガ（ベントレー）
- ヘンリーJ（カイザー）
- ポーター（ヒュンダイ）
- ポーター（マツダ）
- ポーターキャブ（マツダ）
- ボートテール（ロールス・ロイス）
- ホーネット（AMC）
- ホーネット（ハドソン・モーター・カー・カンパニー）
- ホーネット R/T FC1-X（ダッジ）
- ホープスター・NL型（ホープ）
- ホープスター・NT型（ホープ）
- ホープスター・ON型4WD（ホープ）
- ホープスター・OT型（ホープ）
- ホープスター・OV型（ホープ）
- ホープスター・SM型（ホープ）
- ホープスター・ST型（ホープ）
- ホープスター・SU型（ホープ）
- ホープスター・SY型（ホープ）
- ホーマー（プリンス/日産）
- ホーミー（日産）
- ボーラ（フォルクスワーゲン）
- ボーラ（マセラティ）
- ボイジャー（クライスラー）
- ボクサー（マツダ）
- ボクスター（ポルシェ）
- ボフダーン（ボフダーン）
- ポニー（ヒュンダイ）
- ボニート（コペル）
- ボブキャット（マーキュリー）
- ホライズン（クライスラー）
- ホライゾン（ホンダ）
- ボライド（ブガッティ）
- ポルテ（トヨタ）
- ボルト（シボレー）※車名の似通ったハイブリッドカーと電気自動車が販売されている。
- ボルト（タタ）
- ポルトフィーノ（ランボルギーニ）
- ポルトフィーノ（フェラーリ）
- ポルトフィーノ M（フェラーリ）
- ボレロ（マヒンドラ&マヒンドラ）
- ポロ（フォルクスワーゲン）
- ポロGTI（フォルクスワーゲン）
- ボンゴ（バン・トラック）（マツダ）
  - J80（バン・トラック）（フォードへOEM供給）
  - バネット（バン・トラック）（日産へOEM供給）
  - デリカ（バン・トラック）（三菱自動車へOEM供給）
- ボンゴフレンディ（マツダ）
- ホンダ1300（ホンダ）
- ホンダ145（ホンダ）
- ポンチョ（日野）

## ま行
- マークII （トヨタ）
- マークIIクオリス（トヨタ）
- マークIIブリット（トヨタ）
- マークX（トヨタ）
- マークXジオ（トヨタ）
- マーコスGT（マーコス）
- マーチ（日産）
- マーチ S-tune COMPLETE（ニスモ）
- マーチターボ（日産）
- マーチスーパーターボ（日産）
- マーチハービー（グッドウッドパーク）
- マーチプリンセス（グッドウッドパーク）
- マーチBOX（日産）
- マーチR（日産）
- マイア（スバル）
- マイヴィ（プロドゥア）
- マイスター（デュッセンバイエルン）
- マイティ（くろがね工業）
- マイティ（ヒュンダイ）
- マイティボーイ（スズキ）
- マイラー（プリンス）
- マウンテニア（マーキュリー）
- マエストロ（オースチン）
- マカン（ポルシェ）
- マキシ（オースチン）
- マキシマ（日産）
- マキシモ（マヒンドラ&マヒンドラ）
- マグナ（三菱自動車）
- マジェンティス（キア）
- マジック（ボーバ）
- マスター（トヨタ）
- マスター（ルノー）
  - モヴァノ（オペルへOEM供給）
- マスターエース（トヨタ）
- マスタング（フォード）
- マックスクルーズ（ヒュンダイ）
- マティス（GM大宇）
- マトラ・シムカ・バゲーラ（マトラ）
- マトラ・シムカ・ランチョ（マトラ）
- マトリックス（トヨタ）
- マラソン（チェッカー）
- マリナー（マーキュリー）
- マルコポーロ（ランボルギーニ）
- マルチライダー（オムニノーバ）
- マルチ・800（マルチスズキ）
- マルツェル（ランボルギーニ）
- マレア（フィアット）
- マンクス（メイヤーズ）
- マングスタ（デ・トマソ）
- マンタ（オペル）
- マンティス（マーコス）
- ミウラ（ランボルギーニ）
- ミカサ（岡村製作所）
- ミストラ（ヒュンダイ）
- ミストラル（日産）
- ミゼット（ダイハツ）
- ミゼットII（ダイハツ）
- ミト（アルファロメオ）
- ミニ（BMW）
- ミニ クラブマン ビジョン グランツーリスモ（BMW）
- ミニ（ローバー）
- ミニエース（トヨタ）
- ミニカ（三菱自動車）
- ミニカスキッパー（三菱自動車）
- ミニカトッポ（三菱自動車）
- ミニキャブ（三菱自動車）
  - クリッパー（日産へOEM供給）
- ミニ マーコス（マーコス）
- ミュー（いすゞ）
  - ジャズ（ホンダへOEM供給）
- ミュルザンヌ（ベントレー）
- ミラ（ダイハツ）※ミラアヴィも含む
- ミライース（ダイハツ）
- ミラココア（ダイハツ）
- ミラジーノ（ダイハツ）
- ミラジーノ1000（ダイハツ）
- ミラトコット（ダイハツ）
- ミラージュ（三菱自動車）
  - コルト（ダッジへOEM供給）
  - コルト（プリムスへOEM供給）
  - サミット（イーグルへOEM供給）
- ミラージュディンゴ（三菱自動車）
- ミレーニア（マツダ）
- ムーヴ（ダイハツ）
- ムーヴキャンバス（ダイハツ）
- ムーヴコンテ（ダイハツ）
  - ピクシススペース（トヨタへOEM供給）
- ムーヴラテ（ダイハツ）
- ムーザ（ランチア）
- ムッソー（雙龍）
- ムラーノ（日産）
- ムルシエラゴ（ランボルギーニ）
- ムルティプラ（フィアット）
- メイブン（三菱自動車）
- メガーヌ（ルノー）
- メガクルーザー（トヨタ）
- メガトラック（ヒュンダイ）
- メガライナー（ネオプラン）
- メキシコ（マセラティ）
- メダリオン（イーグル）
- メトロ（オースチン）
- メトロ（ジオ）
- メトロ6R4（MG）
- メラク（マセラティ）
- メリーバ（オペル）
- メルファ（日野）
- モコ（日産）
- モスクビッチ410（AZLK）
- モッカ（オペル）
- モデュス（ルノー）
- モデューロ（フェラーリ）
- モデルA（デューセンバーグ）
- モデルJ（デューセンバーグ）
- モデル3（テスラ）
- モデルS（テスラ）
- モデルX（テスラ）
- モデルY（テスラ）
- モナーロ（ホールデン）
- モハベ（キア）
- モビ（フィアット）
- モビリオ（ホンダ）
- モビリオスパイク（ホンダ）
- モンディアル（フェラーリ）
- モンデオ（フォード）
- モンテゴ（オースチン）
- モントリオール（アルファロメオ）

## や・ら・わ行
- ヤシマ（八洲自動車製作所）
- ヤヌス（ツェンダップ）
- ヤリス（トヨタ）
- ヤリスクロス（トヨタ）
- ヤリス WRC（トヨタ）
- 優雅（ユーガ）（光岡）
- ユーコン（GMC）
- ユーノス100 （マツダ）
- ユーノス300 （マツダ）
- ユーノス500 （マツダ）
- ユーノス800 （マツダ）
- ユニキャブ（いすゞ）
- ユニバース（ヒュンダイ）
- ヨーロッパ（ロータス）
- ライカン ハイパースポーツ（Wモーターズ）
- 雷駆（ライク）（光岡）
- ライトエース（トヨタ）
- ライトスタウト（トヨタ）
- ライノ（ヤマハ）
- ライフ（ホンダ）
- ライフステップバン（ホンダ）
- ライフピックアップ（ホンダ）
- ラヴィーダ（フォルクスワーゲン）
- ラ ヴォワチュール ノワール（ブガッティ）
- ラウム（トヨタ）
- ラガー（ダイハツ）
  - ブリザード（トヨタへOEM供給）、フリークライマー（ベルトーネ）
- ラクティス（トヨタ）
  - トレジア（スバルへOEM供給）
- ラグナ（ルノー）
- ラグレイト（ホンダ）
- ラクロス（ビュイック）
- ラゴンダ（アストンマーティン）
- ラシーン（日産）
- ラセード（光岡）
- ラティオ（日産）
- ラティテュード（ルノー）
- ラノス (大宇)
- ラゴンダ・ラピード（アストンマーティン）
- ラピード（アストンマーティン）
- ラピュタ（マツダ）
- ラファーガ（ホンダ）
- ラフェスタ（日産）
- ラフェスタ（ヒュンダイ）
- ラ　フェラーリ（フェラーリ）
- ラプター（ヤマハ）
- ラプター（ザガート）
- ラム（ダッジ）
- ラムダ（ランチア）
- ラム・バン（ダッジ）
- ラリー037（ランチア）
- ラルグス（ラーダ）
- ラルゴ（日産）
- ラングラー（ジープ）
- ラングレー（日産）
- ランサー（三菱自動車）
- ランサーEX（三菱自動車）
- ランサーエボリューション（三菱）
- ランサーエボリューション II（三菱）
- ランサーエボリューション III（三菱）
- ランサーエボリューション IV（三菱）
- ランサーエボリューション V（三菱）
- ランサーエボリューション VI（三菱）
- ランサーエボリューション VII（三菱）
- ランサーエボリューション VIII（三菱）
- ランサーエボリューション IX（三菱）
- ランサーエボリューション X（三菱）
- ランサーエボリューション ファイナルエディション（三菱）
- ランサーカーゴ（三菱自動車）
- ランサーセレステ（三菱自動車）
- ランサーフィオーレ（三菱自動車）
- ランサーワゴン（三菱自動車）
- ランティス（マツダ）
- ランデヴー（ビュイック）
- ランドクルーザー（トヨタ）
- ランドクルーザープラド（トヨタ）
- ランボ V12 ビジョン グランツーリスモ（ランボルギーニ）
- リーガル（ビュイック）
- リーザ（ダイハツ）
- リーザスパイダー（ダイハツ）
- リーフ ZE0（日産）
- リーフ NISMO RC ZE0（日産）
- リーフ ZE1（日産）
- リーフ NISMO RC ZE1（日産）
- リヴィエラ（ビュイック）
- リヴィナ（日産）
- リヴィナジェニス（日産）
- リヴォルタ（イソ）
- リヴォルタ・グリフォ（イソ）
- リヴォルタ・フィディア（イソ）
- リヴォルタ・レーレ（イソ）
- リエッセ（日野）
  - コースターR（トヨタへOEM供給）
  - ジャーニーJ（いすゞへOEM供給）
- リオ（キア）
- リッジライン（ホンダ）
- リッツ（デュッセンバイエルン）
- リトモ（フィアット）
- リトナ（スバル）
- リバティ（日産）
- リバティ（ジープ）
- リフター（プジョー）
- リブラ（ランチア）
- リベルタビラ（日産）
- リベロ（ヒュンダイ）
- リベロ（三菱自動車）
- 流儀（リューギ）（光岡）
- 凌駕（リョーガ）（光岡）
- ルータン（フォルクスワーゲン）
- ルーチェ（マツダ）
- ルーテシア（ルノー）
- ルームスター（シュコダ）
- ルキノ（日産）
- ルクシオ（ダイハツ）
- ルクラ（スバル）
- ルサ（プロドゥア）
- ルサーン（ビュイック）
- ルネッサ（日産）
- ルノー（日野）
- ルポ（フォルクスワーゲン）
- ルンナ（イラン・ホドロ）
- レイ（キア）
- 麗（レイ）（光岡）
- レインボーHR（日野）
  - エルガJ（いすゞへOEM供給）
- レインボーRJ（日野）
- レインボーII（日野）
- レーザー（フォード）
- レーストゥアレグ（フォルクスワーゲン）
- レイニア（ビュイック）
- レヴァンテ（マセラティ）
- レヴェントン（ランボルギーニ）
- レヴォーグ（スバル）
- レオーネ（スバル）
  - ジェミネットII（エステートバンのみいすゞへOEM供給）
- レオン（セアト）
- レガータ（フィアット）
- レガシィ（スバル）
  - アスカCX（セダンのみいすゞへOEM供給）
- レガンザ (大宇)
- レキシオ（ボーバ）
- レクストン（雙龍）
- レグナム（三菱自動車）
- レコルト（オペル）
- レジアス（トヨタ）
- レジアスエース（トヨタ）
- レジェンド（ホンダ）
- レゾナ（日産ディーゼル）
- レックス（スバル）
- レネゲード（ジープ）
- レネゲード（カンナム）
- レバロン（クライスラー）
- レパード（日産）
- レビュー（マツダ）
- レンジャー（日野）
- レンジローバー（ランドローバー）
- レンジローバーイヴォーク（ランドローバー）
- レンジローバーヴェラール（ランドローバー）
- レンジローバースポーツ（ランドローバー）
- ローグ（日産）
- ローザ（三菱自動車・三菱ふそう）
- ロードスター（スマート）
- ロードスター（テスラ）
- ロードスター（パノス）
- ロードスター（マツダ）
- ロードスター（モーガン）
- ロードスター（YES!）
- ロードスターV8（アルピナ）
- roadster AKI-Coupe（ロードスターガレージ）
- roadster HIROSHI（ロードスターガレージ）
- roadster 龍妃（ロードスターガレージ）
- roadster 龍妃ファイナル（ロードスターガレージ）
- ロードペーサー（マツダ）
- ロードヨットGTS（サヴェージ・リヴァーレ）
- ロードランナー（プリムス）
- ローマ（フェラーリ）
- ローレル（日産）
- ローレルスピリット（日産）
- ロガン（ダチア）
- ロケット（ライトカー・カンパニー）
- ロゴ（ホンダ）
- ロッキー（ダイハツ）
  - ライズ（トヨタへOEM供給（2代目モデル））
- ロックスター（光岡）
- ロディウス（雙龍）
- ロデオ（いすゞ）
- ロデオ（ルノー）
- ロビン（リライアント）
- ロンシャン（デ・トマソ）
- ロンドンタクシー（LTI）
- ロンパー（マツダ）
- ワゴンR（スズキ）
  - AZ-ワゴン（マツダへOEM供給）
  - フレア（マツダへOEM供給）
- ワゴンR（マルチスズキ）
- ワジャ（プロトン）

## 英数字・その他
- 01（ペスカロロ）
- 01（オレカ）
- 03（オレカ）
- 05（オレカ）
- 07（オレカ）
- 017.n（スウィフト）
- 1シリーズ（BMW）
- 1トン半救急車（トヨタ）
- 10（ルノー）
- 11（ルノー）
- 12（ルノー）
- 14（ルノー）
- 14R-60（TRD）
- 18（ルノー）
- 19（ルノー）
- 100（アウディ）
- 100（ユーノス）
- 106（プジョー）
- 107（プジョー）
- 108（プジョー）
- 110（ラーダ）
- 111（ラーダ）
- 112（ラーダ）
- 112i（イズデラ）
- 117クーペ（いすゞ）
- 120（ボルボ）
- 124（フィアット）
- 124スパイダー（アバルト）
- 124スパイダー（フィアット）
- 125（フィアット）
- 125S（フェラーリ）
- 126（フィアット）
- 126C3（フェラーリ）
- 126C4（フェラーリ）
- 127（フィアット）
- 126CK（フェラーリ）
- 128（フィアット）
- 130（フィアット）
- 131（フィアット）
- 132（フィアット）
- 135
- 140（ボルボ）
- 145（ホンダ）
- 145（アルファロメオ）
- 146（アルファロメオ）
- 147（アルファロメオ）
- 155（アルファロメオ）
- 155 V6 TI（アルファロメオ）
- 156（アルファロメオ）
- 156/85（フェラーリ）
- 159（アルファロメオ）
- 159S（フェラーリ）
- 164（アルファロメオ）
- 164（ボルボ）
- 166（アルファロメオ）
- 166（フェラーリ）
- 180R（日産）
- 180SX（日産）
- 190E（メルセデス・ベンツ）
- 1000（シムカ）
- 1000（スバル）
- 1007（プジョー）
- 1100（シムカ）
- 1300（トライアンフ）
- 1300（ホンダ）
- 1300/1500（シムカ）
- 1307/1308（シムカ）
- 1600GT（トヨタ）
- 1750（アルファロメオ）
- 1900（アルファロメオ）
- 2-イレブン（ロータス）
- 2シリーズ（BMW）
- 2CV（シトロエン）
- 2X ビジョン グランツーリスモ（シャパラル）
- 20（ルノー）
- 21（ルノー）
- 24（パナール）
- 25（ルノー）
- 200SX（日産）
- 202（チシタリア）
- 204（プジョー）
- 205（プジョー）
- 205 ターボ 16（プジョー）
- 205 ターボ 16 グランレイド（プジョー）
- 206（プジョー）
- 207（プジョー）
- 208（プジョー）
- 208 T16 パイクスピーク（プジョー）
- 212（フェラーリ）
- 222D（トヨタ）
- 228（マセラティ）
- 240（ボルボ）
- 240RS（日産）
- 240SX（日産）
- 240Z コンセプト（日産）
- 250（フェラーリ）
- 260（ボルボ）
- 270R（ニスモ）
- 275（フェラーリ）
- 280i（TVR）
- 288GTO（フェラーリ）
- 288GTOEvoluzione（フェラーリ）
- 296 GTB (フェラーリ)
- 296 GT3（フェラーリ）
- 296 チャレンジ（フェラーリ）
- 2000（アルファロメオ）
- 2000GT（トヨタ）
- 2000GT（TRD）
- 2002（BMW）
- 2008（プジョー）
- 2300GT（トヨタ）
- 2600（アルファロメオ）
- 3-イレブン（ロータス）
- 3トン半ダンプ（いすゞ）
- 3シリーズ（BMW）
  - 5代目E90系（BMW）
- 3リッター（オースチン）
- 3.0CS（BMW）
- 30（ルノー）
- 30（DAF）
- 33（アルファロメオ）
- 33 ストラダーレ（アルファロメオ）
- 300（クライスラー）
- 300（ユーノス）
- 300SL（メルセデス・ベンツ）
- 300SLR（メルセデス・ベンツ）
- 301（プジョー）
- 304（プジョー）
- 305（プジョー）
- 306（プジョー）
- 307（プジョー）
- 308（プジョー）
- 308（フェラーリ）
- 312B（フェラーリ）
- 312PB（フェラーリ）
- 312T（フェラーリ）
- 320（ダラーラ）
- 323 4WD（マツダ）
- 328（フェラーリ）
- 333SP（フェラーリ）
- 348（フェラーリ）
- 350GT（ランボルギーニ）
- 350GTV（ランボルギーニ）
- 350i（TVR）
- 356（ポルシェ）
- 360（スバル）
- 360（フェラーリ）
- 3008（プジョー）
- 3087（ダラーラ）
- 3200CS（BMW）
- 3200GT（マセラティ）
- 3500GT（マセラティ）
- 3500GTZ（ランボルギーニ）
- 4シリーズ（BMW）
- 4（ルノー）
- 4C（アルファロメオ）
- 4C スパイダー（アルファロメオ）
- 4CV（ルノー）
- 44（DAF）
- 49（ロータス）
- 400（ブリストル）
- 400（ヴェンチュリ）
- 400GT（ランボルギーニ）
- 400R（ニスモ）
- 401（ブリストル）
- 402（ブリストル）
- 403（ブリストル）
- 404（ブリストル）
- 404X（ブリストル）
- 405（プジョー）
- 405（ブリストル）
- 406（プジョー）
- 406（ブリストル）
- 407（プジョー）
- 407（ブリストル）
- 408（プジョー）
- 408（ブリストル）
- 409（ブリストル）
- 410（ブリストル）
- 411（ブリストル）
- 412（ブリストル）
- 420（ジャガー）
- 420G（ジャガー）
- 430（マセラティ）
- 450（ブリストル）
- 405 T16 Gr.S（プジョー）
- 458イタリア（フェラーリ）
- 488 GTB（フェラーリ）
- 458 スパイダー（フェラーリ）
- 458 チャレンジ（フェラーリ）
- 458 GT3（フェラーリ）
- 458 GT（フェラーリ）
- 458 イタリア ディドゥケイティド トゥ ラウダ（フェラーリ）
- 458 MM スペチアーレ（フェラーリ）
- 458 スペチアーレ（フェラーリ）
  - 458 スペチアーレ アペルタ（フェラーリ）
- 488 スパイダー（フェラーリ）
- 488 GT3（フェラーリ）
- 488 チャレンジ（フェラーリ）
- 488 GTE（フェラーリ）
- 488 GT モディフィカータ（フェラーリ）
- 488 ピスタ（フェラーリ）
  - 488 ピスタ スパイダー（フェラーリ）
  - 488 ピスタ ピロティ（フェラーリ）
  -  488 ピスタ ピロティ チタニウム（フェラーリ）
- 499P（フェラーリ）
- 4007（プジョー）
- 4008（プジョー）
- 5シリーズ（BMW）
- 5（ルノー）
- 5 ターボ 3E（ルノー）
- 50（アウディ）
- 55（DAF）
- 500（三菱自動車）
- 500（ユーノス）
- 500（フィアット）
- 500E（メルセデス・ベンツ）
- 500L（フィアット）
- 500X（フィアット）
- 501（BMW）
- 502（BMW）
- 503（BMW）
- 505（プジョー）
- 507（BMW）
- 508（プジョー）
- 512BB（フェラーリ）
- 512TR（フェラーリ）
- 550（ポルシェ）
- 550 マラネロ（フェラーリ）
- 570S（マクラーレン）
- 575 M マラネロ（フェラーリ）
- 575 GTC（フェラーリ）
- 575 GTZ（フェラーリ）
- 599GTBフィオラノ（フェラーリ）
- 599 HGTE（フェラーリ）
- 599 GTO（フェラーリ）
- 599 GTZ Nibbio Zagato（フェラーリ）
- 599XX（フェラーリ）
- 599XX Evo（フェラーリ）
- 5000GT（マセラティ）
- 5008（プジョー）
- 6（パンサー）
- 6（ルノー）
- 6シリーズ（BMW）
  - E63/E64（BMW）
- 6リッター ロードスター（レパード・オートモービル）
- 63（ロータス）
- 66（DAF）
- 600（日野）
- 600（フィアット）
- 600（ローバー）
- 600（BMW）
- 600（DAF）
- 603（ブリストル）
- 604（プジョー）
- 607（プジョー）
- 612 スカリエッティ（フェラーリ）
- 612 スカリエッティ K（フェラーリ）
- 639（フェラーリ）
- 640（フェラーリ）
- 641（フェラーリ）
- 642（フェラーリ）
- 650S（マクラーレン）
- 675LT（マクラーレン）
- 6000（ポンティアック）
- 7（オースチン）
- 7（トヨタ）
- 7シリーズ（BMW）
- 72（ロータス）
- 73式小型トラック（三菱自動車）
- 73式中型トラック（トヨタ）
- 73式大型トラック（いすゞ）
- 74式特大型トラック（三菱）
- 76（ロータス）
- 75（ローバー）
- 77（ロータス）
- 78（ロータス）
- 79（ロータス）
- 80（ロータス）
- 81（ロータス）
- 700（BMW）
- 718（ポルシェ）
- 720S（マクラーレン）
- 740（ボルボ）
- 765LT（マクラーレン）
- 787（マツダ）
  - 787B（マツダ）
- 787（ポルシェ）
- 7700（ボルボ）
- 8（オースチン）
- 8（ルノー）
- 8シリーズ（BMW）
- 8C（アルファロメオ）
- 8Cコンペティツィオーネ（アルファロメオ）
- 8S（Haima）
- 80（アウディ）
- 84C（童夢）
- 86（トヨタ）
- 86 TRD グリフォン コンセプト（TRD）
- 88C（櫻星）
  - ダウンタウンガール（タケオカ）へOEM供給
- 800（マルチ・スズキ・インディア）
- 800（ユーノス）
- 804（ポルシェ）
- 810（いすゞ）
- 812スーパーファスト（フェラーリ）
- 812 GTS（フェラーリ）
- 812 コンペティツィオーネ（フェラーリ）
- 830（ホルヒ）
- 850（フィアット）
- 850（ボルボ）
- 853（ホルヒ）
- 8500（ボルボ）
- 8700（ボルボ）
- 8900（ボルボ）
- 9（ルノー）
- 9f-V400（9ff）
- 9-2X（サーブ）
- 9-3（サーブ）
- 9-5（サーブ）
- 9-7X（サーブ）
- 92（サーブ）
- 93（サーブ）
- 94C-V（トヨタ）
- 95（サーブ）
- 96（サーブ）
- 99（サーブ）
- 900（サーブ）
- 904（ポルシェ）
- 905（プジョー）
- 906（ポルシェ）
- 907（ポルシェ）
- 908（ポルシェ）
- 908 HDi FAP（プジョー）
- 910（ポルシェ）
- 911（ポルシェ）
- 911 RSR（ポルシェ）
- 911 GT1（ポルシェ）
- 911 GT2（ポルシェ）
- 911 GT3（ポルシェ）
- 914（ポルシェ）
- 918（ポルシェ）
- 917（ポルシェ）
- 919 HYBRID（ポルシェ）
  - 919 HYBRID Evo（ポルシェ）
  - 919 Tribute（ポルシェ）
  - 919 ストリート（ポルシェ）
- 924（ポルシェ）
- 928（ポルシェ）
- 934（ポルシェ）
- 935（ポルシェ）
- 936（ポルシェ）
- 940（ボルボ）
- 944（ポルシェ）
- 956（ポルシェ）
- 959（ポルシェ）
- 962（ポルシェ）
- 962CR（ヴァーン・シュパン）
- 962LM（ヨッヘン・ダウアー）
- 963（ポルシェ）
- 968（ポルシェ）
- 982（ポルシェ）
- 991 GT3（ポルシェ）
- 992 GT3（ポルシェ）
- 996 GT3（ポルシェ）
- 996 GT3 R（ポルシェ）
- 996 GT3 カップ（ポルシェ）
- 996 GT3 RS（ポルシェ）
- 997 GT3（ポルシェ）
- 9000（サーブ）
- 9X8（プジョー・スポール）
- Aクラス（メルセデス・ベンツ）
- A1（アウディ）
- A2（アウディ）
- A3（アウディ）
- A4（アウディ）
- A5（アウディ）
- A6（アウディ）
- A6（マセラティ）
- A7（アウディ）
- A8（アウディ）
- A10（アスカリ）
- A30（オースチン）
- A35（オースチン）
- A40サマーセット（オースチン）
- A40デボン（オースチン）
- A50ケンブリッジ（オースチン）
- A60（風神）
- A100（ダッジ）
- A106（アルピーヌ）
- A110（アルピーヌ）
- A110 (2017年)（アルピーヌ）
- A110 R（アルピーヌ）
- A111（アウトビアンキ）
- A112（アウトビアンキ）
  - A112アバルト（アウトビアンキ）
- A310（アルピーヌ）
- A210（アルピーヌ）
- A424（アルピーヌ）
- A441（アルピーヌ）
- A610（アルピーヌ）
- Aスター（マルチスズキ）
- AA型乗用車（トヨタ）
- 日産・AD（日産）
  - ファミリアバン（マツダへOEM供給）
- AMG GT（メルセデス・ベンツ）
- AMG ビジョン グランツーリスモ（メルセデス・ベンツ）
  - AMG ビジョン グランツーリスモ レーシングシリーズ（メルセデス・ベンツ）
- ami（ワイ・エム・モービルメイツ）
- AMX（AMC）
- APV（スズキ）
- ATC（ホンダ）
- ATS（キャデラック）
- AX（シトロエン）
- ARX-01（アキュラ）
- ARX-05（アキュラ）
- ARX-06（アキュラ）
- BR20（フェラーリ）
- AZ-1（マツダ）
  - キャラ（スズキへOEM供給）
- AZ-3（マツダ）
- AZ-オフロード（マツダ）
- AZ-ワゴン（マツダ）
- B02/50（ローラ）
- B06/51（ローラ）
- B08/60（ローラ）
- B08/80（ローラ）
- B09/60（ローラ/アストンマーティン）
- B11/40（ローラ）
- B1（マルシア）
- B2（マルシア）
- B5（アルピナ）
- B5L（ボルボ）
- B5RLEH（ボルボ）
- B6（ボルボ）
- B6F（ボルボ）
- B8（アルピナ）
- B9L（ボルボ）
- B10（ボルボ）
- B10M（ボルボ）
- B12（ボルボ）
- B30（奔騰）
- B50（奔騰）
- B54（ボルボ）
- B57（ボルボ）
- B58（ボルボ）
- B59（ボルボ）
- B70（奔騰）
- B90（奔騰）
- B99/50（ローラ・カーズ）
- B351（ローラ）
- B360（マツダ）
- Bクラス（メルセデス・ベンツ）
- bB（トヨタ）
  - クー（ダイハツへOEM供給）
  - デックス（スバルへOEM供給）
- Bee（ダイハツ）
- Be-1（日産）
- BL（ジーリー）
- BMS191（ダラーラ）
- BMS192（ダラーラ）
- BRZ（スバル）
- BLS（キャデラック）
- BT-50（マツダ）
- BU（いすゞ）
- BUBUシャトル （光岡）
- BUBU501 （光岡）
- BUBU502 （光岡）
- BUBU503 （光岡）
- BUBUShuttle-50（光岡）
- BUBUクラシックSSK（光岡）
- BX（シトロエン）
- bZ4X (トヨタ)
- C-エリーゼ（シトロエン）
- C-ゼロ（シトロエン）
- C-HR（トヨタ）
- C系（いすゞ）
- Cクラス（メルセデス・ベンツ）
- Cクロッサー（シトロエン）
- C1（シトロエン）
- C2（シトロエン）
- C2（サラフ）
- C3（シトロエン）
- C3 WRC（シトロエン）
- C3エアクロス（シトロエン）
- C4（シトロエン）
- C4カクタス（シトロエン）
- C4ピカソ（シトロエン）
- C4スペースツアラー（シトロエン）
- C5（シトロエン）
- C5エアクロスSUV（シトロエン）
- C6（シトロエン）
- C8（スパイカー）
- C8（ザウバー）
- C9（ザウバー）
- C10M（ボルボ）
- C11（メルセデス・ベンツ）
- C12（キャラウェイ）
- C14（ザウバー）
- C30（ボルボ）
- C60（クラージュ）
  - C60（ペスカロロ）
- C70（ボルボ）
- C88（ポルシェ）
- C100（フォード）
- C111（メルセデス・ベンツ）
- C291（メルセデス・ベンツ）
- C292（メルセデス・ベンツ）
- cB7（フェリーノ）
- CC（ケーニグセグ）
- CC（フォルクスワーゲン）
- CC8S（ケーニグセグ）
- CCR（ケーニグセグ）
- CCX（ケーニグセグ）
- CD（パナール）
- CDX（アキュラ）
- CJ（ジープ）
- CK（ジーリー）
- CL（アキュラ）
- CLクラス（メルセデス・ベンツ）
- CLAクラス（メルセデス・ベンツ）
- CLKクラス（メルセデス・ベンツ）
- CLR（メルセデス・ベンツ）
- CLSクラス（メルセデス・ベンツ）
- NISSAN_CONCEPT_2020_Vision_Gran_Turismo（日産）
- CR-V（ホンダ）
- CR-X（ホンダ）
- CR-Z（ホンダ）
- CSX（アキュラ）
- CT（レクサス）
- CTR（RUF）
- CTR3（RUF）
- CT4（キャデラック）
- CT5（キャデラック）
- CT6（キャデラック）
- CTS（キャデラック）
- Cタイプ（ジャガー）
- CV-1（カラシニコフ）
- CX（シトロエン）
- CX-3（マツダ）
- CX-30（マツダ）
- CX-4（マツダ）
- CX-5（マツダ）
- CX-50（マツダ）
- CX-60（マツダ）
- CX-7（マツダ）
- C-X75（ジャガー）
- CX-8（マツダ）
- CX-9（マツダ）
- CX-90（マツダ）
- C/K（シボレー）
- Dタイプ（ジャガー）
- D8（ドンカーブート）
- D50（ヴェヌーシア）
- D60（ヴェヌーシア）
- DP-100 ビジョン グランツーリスモ（アストンマーティン）
- DB1（アストンマーティン）
- DB2（アストンマーティン）
- DB4（アストンマーティン）
- DB4GT（アストンマーティン）
- DB4GTザガート（アストンマーティン）
- DB5（アストンマーティン）
- DB6（アストンマーティン）
- DB7（アストンマーティン）
- DB9（アストンマーティン）
- DB10（アストンマーティン）
- DB11（アストンマーティン）
- DB12（アストンマーティン）
- DBS（アストンマーティン）
- DBX（アストンマーティン）
- Dixi「デキシー」（BMW）
- DS（DS）
- DS（カンナム）
- DS3（DS）
- シトロエン・DS3 WRC（DS）
- DS3クロスバック（DS）
- DS4（DS）
- DS4S（DS）
- DS5（DS）
- DS5LS（DS）
- DS6（DS）
- DS7クロスバック（DS）
- DS9（DS）
- DS420（デイムラー）
- D-MAX（いすゞ）
- DMC-12（デロリアン）
- DTS（キャデラック）
- DW12（ダラーラ）
- e (ホンダ)
- Eクラス（メルセデス・ベンツ）
- Eシリーズ（フォード）
- e6（BYD）
- E20（ロータス）
- E21（ロータス）
- E22（ロータス）
- e30（ヴェヌーシア）
- EA266（フォルクスワーゲン）
- EAV24（ダラーラ）
- ECV（ランチア）
- ECV 2（ランチア）
- e-com（トヨタ）
- e-tron ビジョン グランツーリスモ（アウディ）
- e-Zone（CT&T）
- Eタイプ（ジャガー）
- EB110（ブガッティ）
- EF7 ビジョン グランツーリスモ by ピニンファリーナ（フィッティパルディ）
- eKワゴン・ekスポーツ・ekカスタム（三菱自動車）
  - オッティ→デイズ（日産へOEM供給）
- eKクロス（三菱自動車）
  - eKクロススペース（三菱自動車）
  - eKクロス EV（三菱自動車）
- eKスペース（三菱自動車）
  - デイズルークス（日産へOEM供給）
- EL（アキュラ）
- EP9（NIO）
- EQ2025猛士（東風）
- EQ240（東風）
- EQ2080/2081（東風）
- EQ2082/EQ2082 6X6（東風）
- EQC（メルセデス・ベンツ）
- Era（Huber）
- ES（レクサス）
- ES6（NIO）
- ES8（NIO）
- EV Plus（ホンダ）
- EX（インフィニティ）
- EX-7（トヨタ）
- Eメアリ（シトロエン）
- F0（BYD）
- F1（マクラーレン）
- F1 GTR（マクラーレン）
- F1（ヒューム）
- F1トラック（フォロフライ）
- F1バン（フォロフライ）
- F1 W03（メルセデスAMG）
- F1 W04（メルセデスAMG）
- F1 W05 HYBRID（メルセデスAMG）
- F1 W06 HYBRID（メルセデスAMG）
- F1 W07 HYBRID（メルセデスAMG）
- F1 W08 EQ Power+（メルセデスAMG）
- F1 W09 EQ Power+（メルセデスAMG）
- F1 W10 EQ Power+（メルセデスAMG）
- F1 W11 EQ Performance（メルセデスAMG）
- F1 W12 E Performance（メルセデスAMG）
- F1 W13 E Performance（メルセデスAMG）
- F1 W14 E Performance（メルセデスAMG）
- F1 W15 E Performance（メルセデスAMG）
- F2（マルシア）
- F2 2018（ダラーラ）
- F2 2024（ダラーラ）
- F3（BYD）
- F3 2019（ダラーラ）
- F3DM（BYD）
- F6（BYD）
  - ネナラセダン（チョプン）
- F7（Haima）
- F8トリブート（フェラーリ）
- F8 スパイダー（フェラーリ）
- F12ベルリネッタ（フェラーリ）
- F12 tdf（フェラーリ）
- F12 TRS（フェラーリ）
- F40（フェラーリ）
- F40 Competizione（フェラーリ）
- F50（フェラーリ）
- F50 GT（フェラーリ）
- F110（童夢）
- F110（ダラーラ）
- F186（フェラーリ）
- F187（フェラーリ）
- F355（フェラーリ）
- F430（フェラーリ）
- F8トリブート（フェラーリ）
- FCHV（トヨタ）
- FCX（ホンダ）
- FCXクラリティ（ホンダ）
- FF（フェラーリ）
- FXX（フェラーリ）
- FXX K（フェラーリ）
- ff-1（スバル）
- ff-1 1300G（スバル）
- FOMM ONE（FOMM）
- FJ（UDトラックス）
- FJクルーザー（トヨタ）
- FT-1 ビジョン グランツーリスモ（トヨタ）
- FTO（三菱自動車）
- FX（インフィニティ）
- FXX（フェラーリ）
- G（インフィニティ）
- Gクラス（メルセデス・ベンツ）
- Gターボ 750（9ff）
- G3（BYD）
- G4（GLM）
- G6（BYD）
- G70（ジェネシス）
- G80（ジェネシス）
- G90（ジェネシス）
- GA5（トランプチ）
- GAINER TANAX Z（日産）
- Gan3（スパーク）
- GAZ-AA（GAZ）
- GAZ-12 ZIM（GAZ）
- GAZ-14 チャイカ（GAZ）
- GAZ-M1（GAZ）
- GAZ-M20 ポピェーダ（GAZ）
- GAZ-M21 ヴォルガ（GAZ）
- Gen-2（プロトン）
- GG50（フェラーリ）
- GLクラス（メルセデス・ベンツ）
- GL6（ビュイック）
- GL8（ビュイック）
- GLAクラス（メルセデス・ベンツ）
- GLBクラス（メルセデス・ベンツ）
- GLCクラス（メルセデス・ベンツ）
- GLEクラス（メルセデス・ベンツ）
- GLKクラス（メルセデス・ベンツ）
- GLSクラス（メルセデス・ベンツ）
- GO（ダットサン）
- GR カローラ（トヨタ）
  - GR カローラ モリゾウエディション（トヨタ）
- GR スープラ（トヨタ）
- GR スーパースポーツ（トヨタ）
- GRヤリス（トヨタ）
- GRMNヤリス（トヨタ）
- GRヤリス ラリー1（トヨタ）
- GR010 HYBRID（トヨタ）
- GR86（トヨタ）
- GS（レクサス）
- GS（シトロエン）
- GS8（トランプチ）
- GT（アルファロメオ）
- GTI ロードスター ビジョン グランツーリスモ（フォルクスワーゲン）
- GTI スーパースポーツ ビジョン グランツーリスモ（フォルクスワーゲン）
- GT（フォード）
- GT9-CS（9ff）
- GT40（フォード）
- GT2 ストラダーレ（マセラティ）
- GH2（ヒル）
- GT6（トライアンフ）
- GTC4ルッソ（フェラーリ）
- GTC4ルッソ T（フェラーリ）
- GTO（三菱自動車）
- GTO（ポンティアック）
- GT-One TS020（トヨタ）
- タットヒル GT One（タットヒル）
- GTX（プリムス）
- GT-R（日産）
- GT-R LM（ニスモ）
- GT-R LM NISMO（日産）
- Hトラック（シトロエン）
- H7（紅旗）
- H30（風神）
- HB20（ヒュンダイ）
- HHR（シボレー）
- HMZ-DR01（ドライラード）
- HQ3（紅旗）
- HR-V（ホンダ）
- HS（レクサス）
- HSV-010（ホンダ）
- HSV-010 GT（ホンダ）
- i「アイ」 （三菱自動車）
- i-MiEV （三菱自動車）
  - ライク（光岡へOEM供給）
- I（インフィニティ）
- i シリーズ（いすゞ）
- ID.R（フォルクスワーゲン）
- ILX（アキュラ）
- iQ（トヨタ）
- IS（レクサス）
- i3（BMW）
- i8（BMW）
- i10（ヒョンデ）
- i20（ヒョンデ）
- i20 WRC（ヒョンデ）
- i20 クーペ WRC（ヒョンデ）
- i20 N ラリー1（ヒョンデ）
- i30（ヒョンデ）
- i30 N TCR（ヒョンデ）
- i40（ヒョンデ）
- J（インフィニティ）
- JP（日産ディーゼル）→スペースランナーJP
- J50（フェラーリ）
- J72（パンサー）
- JM（ヒョンデ）
- JPH01（ウィリアムズ）
- JS P2（リジェ）
- JS P217（リジェ）
- JS P320（リジェ）
- k01（東風小康）
  - パソ990（平和へOEM供給）
- K7（キア）
- K9（BYD）
- K9（キア）
- K70（フォルクスワーゲン）
- K360（マツダ）
- Ka（フォード）
- KC23（フェラーリ）
- Kei（スズキ）
  - ラピュタ（マツダへOEM供給）
- KZ1（アスカリ）
- L5（紅旗）
- L500R ハイブリッド ビジョン グランツーリスモ（プジョー）
- L750R ハイブリッド ビジョン グランツーリスモ（プジョー）
- L700（ホンダ）
- L800（ホンダ）
- LC（レクサス）
- LC1（ランチア）
- LC2（ランチア）
- LC87（ローラ）
- LC88（ローラ）
- LC89（ローラ）
- LC90（ローラ）
- LC91（ローラ）
- LC92（ヴェンチュリー）
- LFA（レクサス）
- LE-LC GT ビジョン グランツーリスモ（レクサス）
- LHS（クライスラー）
- LM001（ランボルギーニ）
- LM002（ランボルギーニ）
- LM003（ランボルギーニ）
- LM004（ランボルギーニ）
- LMA002（ランボルギーニ）
- LM03C（ルマン）
- LM04C（ルマン）
- LM05C（ルマン）
- LMP-1 ロードスター（パノス）
- LM55 ビジョン グランツーリスモ（マツダ）
- LS（レクサス）
- LM700（ホンダ）
- LM800（ホンダ）
- LS（リンカーン）
- LT134（いすゞ）
- LV434（いすゞ）
- LX（レクサス）
- M（インフィニティ）
- Mクラス（メルセデス・ベンツ）
- Mシリーズ（TVR）
- M1（BMW）
- M3（BMW）
- M3（Haima）
- M5（Haima）
- M6（BYD）
- M6（Haima）
- M8（Haima）
- M10（ノーブル・オートモーティブ）
- M12（ノーブル・オートモーティブ）
- M12（ベクター）
- M15（ノーブル・オートモーティブ）
- M50V（ヴェヌーシア）
- M400（ノーブル・オートモーティブ）
- M530（マトラ）
- M600（ノーブル・オートモーティブ）
- Mクラス（メルセデス・ベンツ）
- MAX（ダイハツ）
- MAZDA2（マツダ）
- MAZDA3（マツダ）
- MAZDA6（マツダ）
- MC12（マセラティ）
- MC20（マセラティ）
- MC8R（サード）
- MDX（ホンダ）
- MGA（MG）
- MGB（MG）
- MGC（MG）
- MH（日野）
- M HYBRID V8（BMW）
- mi-DO（ダットサン）
- MID4（日産）
- MiEV エボリューション（三菱）
- MIRAI（トヨタ）
- Mk1/Mk2（ジャガー）
- MkIII（トヨタ）
- MKS（リンカーン）
- MKX（リンカーン）
- Mono（BAC）
- MP4-12C（マクラーレン）
- MPV（マツダ）
- MR2（トヨタ）
- MR-S（トヨタ）
- MRスパイダー（トヨタ）
- MRワゴン（スズキ）
  - モコ（日産へOEM供給）
- MRZR2（ポラリス）
- MRZR4（ポラリス）
- MS-6（マツダ）
- MS-8（マツダ）
- MS-9（マツダ）
- MT900（モスラー）
- MU-7「ミューセブン」（いすゞ）
- MujiCar1000（日産）
- MW（シボレー）
- MX-6（マツダ）
- MX-30（マツダ）
- N360（ホンダ）
- N 2025 ビジョン グランツーリスモ（ヒョンデ）
- N-BOX（ホンダ）
  - N-BOX+（ホンダ）
  - N-BOX SLASH（ホンダ）
- N-ONE（ホンダ）
- N-VAN（ホンダ）
- N Vision 74（ヒョンデ）
- N-WGN（ホンダ）
- NJ号（日本軽自動車）
- NP32（日産）
- NSX（ホンダ）
- NSXタイプR（ホンダ）
- NSX GT1（ホンダ）
- NV100クリッパー（日産）
- NV150AD（日産）
- NV200バネット（日産）
  - シティエクスプレス（シボレーへOEM供給）
- NV350キャラバン（日産）
- NX（レクサス）
- NXクーペ（日産）
- N 2025 ビジョン グランツーリスモ（ヒョンデ）
- on-DO（ダットサン）
- One（メルセデスAMG）
- One-77（アストンマーティン）
- Opa（トヨタ）
- Owl（アスパーク）
- OX99-11（ヤマハ）
- P1（マクラーレン）
- P6（ローバー）
- P50（ピール）
- P147 アコスタ（ランボルギーニ）
- P147 カント（ランボルギーニ）
- P540 スーパーファスト アペルタ（フェラーリ）
- P72 (デ・トマソ)
- P80/C (フェラーリ)
- P140（ランボルギーニ）
- P217（ダラーラ）
- P700（ホンダ）
- P800（ホンダ）
- P1800（ボルボ）
- PAネロ（いすゞ、販売はヤナセ扱い）
- PM580（ヒョンデ）
- PTクルーザー（クライスラー）
- PV444（ボルボ）
- PV544（ボルボ）
- Q（インフィニティ）
- Q2（アウディ）
- Q3（アウディ）
- Q5（アウディ）
- Q7（アウディ）
- Q8（アウディ）
- QQ（奇瑞汽車）
- QM5（ルノーサムスン自動車）
- QX（インフィニティ）
- Rクラス（メルセデス・ベンツ）
- R-2（スバル）
- R1（スバル）
- R1（プラーガ）
- R2（スバル）
- R8（アウディ）
- R8 LMS（アウディ）
- R8 GT（アウディ）
- R8 (レーシングカー)（アウディ）
- R10 TDI（アウディ）
- R13（レベリオン）
- R15 TDI（アウディ）
- R18（アウディ）
- R30（ヴェヌーシア）
- R34 GT-R Z-tune（ニスモ）
- R50（ヴェヌーシア）
- R88C（日産）
- R89C（日産）
- R90CK（日産）
- R90CP（日産）
- R91CP（日産）
- R92CP（日産）
- R360クーペ（マツダ）
- R380（日産）
- R381（日産）
- R382（日産）
- R390（日産）
- R390 GT1 ロードカー（日産）
- R391（日産）
- RA099（ホンダ）
- RA106（ホンダ）
- RA107（ホンダ）
- RA108（ホンダ）
- RA272（ホンダ）
- RA300（ホンダ）
- RA301（ホンダ）
- RA302（ホンダ）
- RAV4（トヨタ）
- RC（レクサス）
- RC F（レクサス）
- RC F GT3（レクサス）
- RC-83（童夢）
- RC100（ホンダ）
- RDX（アキュラ）
- RD180（VEMAC）
- RD200（VEMAC）
- RGT（RUF）
- RL（アキュラ）
- RM（ライレー）
- RM（日産ディーゼル）→スペースランナーRM
- RM20e（ヒョンデ）
- RN/EN（日産ディーゼル）
- RN22e（ヒョンデ）
- RN24（ヒョンデ）
- Ro80（NSU）
- R-One（レベリオン）
- RP（日産ディーゼル）→スペースランナーRP
- RS スパイダー（ポルシェ）
- RS2（アウディ）
- RS4（アウディ）
- RS5（アウディ）
- RS6（アウディ）
- RS200（フォード）
- RS200 エボリューション グループS（フォード）
- RSX（アキュラ）
- R/RA（日産ディーゼル）
- RS-01（ASL）
- RV8（MG）
- RVR（三菱自動車）
- RX（レクサス）
- RX-7（マツダ）
- RX-7 GTO（マツダ）
- RX-7 Evo グループB ワークス（マツダ）
- RX-7 FC3S Gr.S（マツダ）
- RX-8（マツダ）
- S-10（シボレー）
- SSR（シボレー）
- Sクラス（メルセデス・ベンツ）
- S-MX（ホンダ）
- Sタイプ（ジャガー）
- Sシリーズ（サターン）
- Sシリーズ（TVR）
- S4（アウディ）
- S5（Haima）
- S6（アウディ）
- S6（BYD）
- S7（サリーン）
- S7R（サリーン）
- S7（ドンカーブート）
- S7（Haima）
- S8（アウディ）
- S8（BYD）
- S30（風神）
- S40（ボルボ）
- S60（ボルボ）
- S80（ボルボ）
- S90（ボルボ）
- S360（ホンダ）
- S500（ホンダ）
- S600（ホンダ）
- S660（ホンダ）
- S800（ホンダ）
- S2000（ホンダ）
- SAアペルタ（フェラーリ）
- SA型小型乗用車（トヨタ）
- SAI（トヨタ）
- SA05（スーパーアグリF1チーム）
- SA06（スーパーアグリF1チーム）
- SA07（スーパーアグリF1チーム）
- SA08A（スーパーアグリF1チーム）
- SC（レクサス）
- SC18アルストン（ランボルギーニ）
- SC20（ランボルギーニ）
- SC63（ランボルギーニ）
- SCG 003（スクーデリア・キャメロン・グリッケンハウス）
- S-FR（トヨタ）
- SF14（ダラーラ）
- SF19（ダラーラ）
- SF23（ダラーラ）
- SF90ストラダーレ（フェラーリ）
  - SF90 スパイダー（フェラーリ）
- SF90 XX ストラダーレ（フェラーリ）
  - SF90 XX スパイダー（フェラーリ）
- SH760（上海汽車）
- SLクラス（メルセデス・ベンツ）
- SLKクラス（メルセデス・ベンツ）
- SLRマクラーレン（メルセデス・ベンツ）
- SLS AMG（メルセデス・ベンツ）
- SLX（アキュラ）
- SM（シトロエン）
- SM3（ルノーサムスン自動車）
- SM5（ルノーサムスン自動車）
- SM7（ルノーサムスン自動車）
- SRT 01E（ルノー）
- SRT 05e（ダラーラ）
- SP アメリカ（フェラーリ）
- SP1（ダラーラ）
- SP12 EC（フェラーリ）
- SP2（フォルクスワーゲン）
- SP275 RW コンペティツィオーネ（フェラーリ）
- SP3 JC（フェラーリ）
- SP30（フェラーリ）
- SP38 デボラ（フェラーリ）
- SP48 ウニカ（フェラーリ）
- SP51（フェラーリ）
- SP-8（フェラーリ）
- SP FFX（フェラーリ）
- SPARK VRT165（ランボルギーニ）
- SRX（キャデラック）
- SS1（スワロー・サイドカー・カンパニー）
- SS2（スワロー・サイドカー・カンパニー）
- SSM（ホンダ）
- SSR（シボレー）
- ST1（ゼンヴォ）
- STS（キャデラック）
- SU7（Xiaomi）
  - SU7 ウルトラ（Xiaomi）
- SX4（スズキ）
  - セディチ（フィアットへOEM供給）
- SX4 WRC（スズキ）
- SX4 ヒルクライム スペシャル（スズキ）
- SZ（アルファロメオ）
- S101（童夢）
- S102（童夢）
- T型（フォード）
- tC（サイオン）
- TC by Maserati（クライスラー）
- TCピックアップ（トヨタ）
- T-REX（カンパーニャ）
- TT（アウディ）
- T020（トムス）
- T1（キャパロ）
- T10（タケオカ）
- T12（ダラーラ）
- T.50（GMA）
- T70（ヴェヌーシア）
- T77（タトラ)
- T77（奔騰）
- T80（メルセデス・ベンツ）
- T87（タトラ)
- T90（ヴェヌーシア）
- T97（タトラ)
- T350c/t（TVR）
- T360（ホンダ）
- T370（ローラ）
- T371（ローラ）
- T600（マツダ）
- T600 タトラプラン（タトラ)
- T603（タトラ)
- T810（ローラ）
- T1500（マツダ）
- T2000（マツダ）
- TB（ヒュンダイ）
- tC（サイオン）
- TF102（トヨタ）
- TF103（トヨタ）
- TF104（トヨタ）
- TF105（トヨタ）
- TF106（トヨタ）
- TF107（トヨタ）
- TF108（トヨタ）
- TF109（トヨタ）
- THL1（ローラ）
- THL2（ローラ）
- TL（アキュラ）
- TN360（ホンダ）
- TR（トライアンフ）
- TSO（マーコス）
- TSX（アキュラ）
- TS010（トヨタ）
- TS030 HYBRID（トヨタ）
- TS040 HYBRID（トヨタ）
- TS050 HYBRID（トヨタ）
- TX（いすゞ）
- Type62-2（ラドフォード）
- TZ3コルサ（アルファロメオ）
- TZ3ストラダーレ（アルファロメオ）
- U（日産ディーゼル）
- UA（日産ディーゼル）
- UAZ-452（UAZ）
- UAZ-469（UAZ）
- up!（フォルクスワーゲン）
- UX（レクサス）
- Vクラス（メルセデス・ベンツ）
- Vシリーズ.R（キャデラック）
- V6 ターボ（アルピーヌ）
- V8（アストンマーティン）
- V8（アウディ）
- V8ヴァンテージ（アストンマーティン）
- V12ヴァンキッシュ（アストンマーティン）
- V12ザガート（アストンマーティン）
- V12 LM（BMW）
- V12 LMR（BMW）
- V16T（チゼータ）
- V40（ボルボ）
- V50（ボルボ）
- V60（ボルボ）
- V70（ボルボ）
- V90（ボルボ）
- VAZ-2101（アフトヴァース）
- VF-16（ハースF1チーム）
- VIZIV GT ビジョン グランツーリスモ（スバル）
- VM180ザガート（TMI）
- VISION-S 01（SONY）
- VISION-S 02（SONY）
- VX4/90（ボクスホール）
- W2（ベクター）
- W8（ベクター）
- W12 シンクロ（フォルクスワーゲン）
- W12 ロードスター（フォルクスワーゲン）
- W12 ナルド（フォルクスワーゲン）
- W15（メルセデス・ベンツ）
- W100（メルセデス・ベンツ）
- W110（メルセデス・ベンツ）
- W114（メルセデス・ベンツ）
- W120（メルセデス・ベンツ）
- W123（メルセデス・ベンツ）
- W136（メルセデス・ベンツ）
- Will Vi（トヨタ）
- Will VS（トヨタ）
- Willサイファ（トヨタ）
- WRX（スバル）
- WSC95（ポルシェ）
- Xクラス（メルセデス・ベンツ）
- X グラン ベルリネッタ ビジョン グランツーリスモ コンセプト（ジェネシス）
  - X グラン レーサー ビジョン グランツーリスモ コンセプト（ジェネシス）
- Xタイプ（ジャガー）
- X1（BMW）
- X1/9（フィアット、ベルトーネ）
- X2（BMW）
- X3（BMW）
- X4（BMW）
- X5（BMW）
- X6（BMW）
- X7（BMW）
- X40（奔騰）
- X80（奔騰）
- X-1（マクラーレン）
- X-90（スズキ）
- XC40（ボルボ）
- XC60（ボルボ）
- XC70（ボルボ）
- XC90（ボルボ）
- XF（ジャガー）
- XG（ヒュンダイ）
- Xiaoma（Bestune）
- XJ（ジャガー）
- XJ220（ジャガー）
- XJ6660D4 Bus（Xiyu）
- XJR-6（ジャガー）
- XJR-8（ジャガー）
- XJR-9（ジャガー）
- XJR-10（ジャガー）
- XJR-11（ジャガー）
- XJR-12（ジャガー）
- XJR-14（ジャガー）
- XJR-15（ジャガー）
- XJR-16（ジャガー）
- XK120（ジャガー）
- XK140（ジャガー）
- XK（ジャガー）
- XKSS（ジャガー）
- XM（シトロエン）
- XL（ヒュンダイ）
- XL7（スズキ）
- XL7 ヒルクライム スペシャル（スズキ）
- XLR（キャデラック）
- XT4（キャデラック）
- XT5（キャデラック）
- XT6（キャデラック）
- XTS（キャデラック）
- XUV500（マヒンドラ&マヒンドラ）
- XV（スバル）
- Y10（ランチア）
- YRV（ダイハツ）
- Z（ホンダ）
- Z-102（ペガソ）
- Z-207（ペガソ）
- Z-403（ペガソ）
- ZIL-111（ZIL）
- ZIL-114（ZIL）
- ZIL-115（ZIL）
- ZIL-117（ZIL）
- ZIL-112 Sports（ZIL）
- ZIL-117（ZIL）
- ZIL-118（ZIL）
- ZIL-4102（ZIL）
- ZIL-4104（ZIL）
- ZIL-4112R（ZIL）
- ZIL-41047（ZIL）
- ZIS-101（ZIL）
- ZIS-110（ZIL）
- ZIS-115（ZIL）
- Z1（BMW）
- Z3（BMW）
- Z4（BMW）
- Z-600（Izuogu）
- Z8（BMW）
- ZDX（アキュラ）
- ZR-V (ホンダ)
- ZX（シトロエン）